# Oda Nobunaga
Oda Nobunaga (織田 信長 (Chức-Điền Tín-Trưởng) 23 tháng 6 năm 1534 – 21 tháng 6 năm 1582) là một daimyo trong thời kỳ Chiến Quốc của lịch sử Nhật Bản. Ông là người có công lớn trong việc thống nhất Nhật Bản, chấm dứt thời kỳ chiến loạn kéo dài trên khắp cả nước. Những nỗ lực vào việc thống nhất đất nước của ông được tiếp nối và hoàn thành bởi hai người thừa kế của ông, đầu tiên là Toyotomi Hideyoshi và sau đó là Tokugawa Ieyasu, người đã thống nhất đất nước và lập ra chế độ Mạc phủ Tokugawa thống trị Nhật Bản đến tận cuộc Minh Trị Duy tân.

gia huy của Gia tộc Oda (emblem)

Ông là con trai thứ hai của thủ hộ (shugo) vùng Owari là Oda Nobuhide. Cuộc đời ông là cuộc đời chinh chiến liên tục, bản thân ông đã thống nhất 1/3 lãnh thổ Nhật Bản cho đến khi qua đời năm 1582 do một cuộc nổi loạn. Người kế thừa ông, Toyotomi Hideyoshi, một người ủng hộ trung thành của nhà Oda, trở thành người đầu tiên thống nhất Nhật Bản và là người có quyền thống trị tối cao trên khắp đất nước kể từ chiến tranh Onin.
Năm 1582, trong khi Nobunaga đi thăm chùa Honnō ở Kyoto, một tướng lĩnh của ông là Akechi Mitsuhide bất ngờ nổi dậy và đem quân đến bao vây chùa. Mitsuhide ra lệnh phóng hỏa đốt chùa, còn Nobunaga tự sát trong biển lửa.

## Tổng quan
Oda Nobunaga là con trai của Oda Nobuhide, người đứng đầu gia tộc Oda Danjōtadaie (弾正忠家 Đạn chính Trung gia), và là lãnh chúa địa phương vùng Owari (phía tây tỉnh Aichi). Sau khi kế vị tộc trưởng Oda Danjōtadaie, Nobunaga đã tiêu diệt gia tộc Oda Yamatomori và gia tộc Oda Ise, những shugodai Owari, đồng thời loại bỏ em trai mình là Oda Nobuyuki, dần dần củng cố quyền kiểm soát tại vùng Owari.
Năm 1560, Nobunaga đánh bại Imagawa Yoshimoto, Daimyō Suruga, trong trận Okehazama. Sau đó Nubunaga thành lập một liên minh với Tokugawa Ieyasu (Matsudaira Motoyasu), Daimyō Mikawa. Năm 1565, Nubunaga thống nhất vùng Owari sau khi đánh bại Oda Nobukiyo tại lâu đài Inuyama.
Mặt khác, sau khi Shogun Muromachi Ashikaga Yoshiteru bị sát hại (Sự kiện Eiroku), ông được triệu tập bởi Mạc phủ Ashikaga Ashikaga Yoshiaki để phục hưng Mạc phủ, và Nobunaga cũng đến Kyoto vào năm Eiroku 9 (1566). Điều này không xảy ra do xung đột với Gia tộc Saitō (gia tộc Isshiki), một Daimyō Mino, nhưng vào năm 1567, ông đã giành chiến thắng trong việc đánh bại gia tộc Saito (Trận chiến lâu đài Inabayama) và trở thành Daimyō hai nước Owari và Mino. Sau đó ông sử dụng ấn "Thiên hạ bố võ" (天下布武 rải võ ra khắp thiên hạ) với ý định một lần nữa mong muốn khôi phục lại Mạc phủ.
Vào tháng 10 năm sau, Nobunaga, cùng với Ashikaga Yoshiaki, đến Kyoto và đánh bại Tam đầu chế Miyoshi (gồm Miyoshi Chōitsu, Miyoshi Sōi, Iwanari Tomomichi) và những người khác, qua đó khôi phục lại Mạc phủ Muromachi. Nobunaga nhằm mục đích thiết lập một chính quyền nhị trùng (liên minh) với Mạc phủ Muromachi để đạt được sự yên bình "thiên hạ" (trong năm vùng Kinai). Tuy nhiên, có rất nhiều thế lực thù địch, và mặc dù ông đã thành công trong việc đánh bại Asakura Yoshikage Echizen và Azai Nagamasa Ōmi trong trận Anegawa vào tháng 6 năm 1570, Tam đầu chế Miyoshi, đền Enryaku-ji, Chùa Ishiyama Hongan. Cuối năm đó, Nobunaga và Yoshiaki đã làm hòa với một số kẻ thù, thoát khỏi tình trạng đối đầu với nhiều kẻ thù.
Núi Hiei bị thiêu rụi vào tháng 9 năm 1571. Tuy nhiên, tình hình khó khăn vẫn tiếp tục, và sau thất bại lực lượng kết hợp của Oda và Tokugawa trước Takeda Shingen trong trận Mikagahara, shogun Ashikaga Yoshiaki đã từ chối liên minh với Nobunaga năm Genki 4 (1573). Nobunaga đối đầu với Yoshiaki, và vào cuối năm đó, ông đã đánh đuổi Yoshiaki khỏi Kyoto (Trận chiến thành Makitōjō).
Nobunaga, người bây giờ duy trì chính quyền trung ương mà không có Shogun, bắt đầu con đường trở thành Shogun của đất nước. Sau khi đổi niên hiệu Genki thành Tensho, ông đã tấn công Azai Nagamasa, Asakura Yoshikage và Miyoshi Yoshitsugu trong năm đầu tiên niên hiệu Tensho (1573), và thành công trong việc tiêu diệt các lực lượng khác nhau. Vào năm Tensho 3 (1575), ông thắng trận Nagashino chống lại gia tộc Takeda, đồng thời đảm nhận chức vụ Konoe taishō (近衛大将 Cận vệ đại tướng) và bắt đầu xây dựng một chính quyền mới để thay thế Mạc phủ Muromachi. Năm sau, ông cũng bắt đầu xây dựng Thành Azuchi. Tuy nhiên, sau năm Tensho 5 (1577), Matsunaga Hisahide, Bessho Nagaharu, Araki Murashige, và những người khác lần lượt nổi dậy chống lại Nobunaga.
Năm 1580, Trận chiến Ishiyama kéo dài (Chiến tranh Ishiyama Hongan-ji) cuối cùng cũng kết thúc, và vào năm sau, một buổi lễ duyệt binh bằng ngựa quy mô lớn (Kyoto Oumazoroe) được tổ chức ở Kyoto để chứng tỏ quyền lực.
Năm 1582 (Tensho 10), ông chinh phạt Kōshū, khiến Takeda Katsuyori tự sát, tiêu diệt gia tộc Takeda, và khiến nhiều Daimyō phía đông phải phục tùng. Trong cùng năm đó, một kế hoạch được đề xuất bổ nhiệm Nobunaga làm Daijō daijin (太政大臣 Thái chính đại thần), Kanpaku (関白, Quan bạch), Seii taishōgun (征夷大将軍 Chinh di Đại tướng quân), đồng thời 3 chức. Nobunaga sau đó quyết định tấn công Shikoku để đánh bại Chōsokabe Motochika, và để con trai thứ ba của ông, Nobutaka, chuẩn bị ra trận. Bản thân Nobunaga cũng đang chuẩn bị đến vùng Chūgoku để đánh bại Mori Terumoto và các gia tộc Mōri khác. Tuy nhiên, vào ngày 21 tháng 6, ông buộc phải tự sát tại chùa Honnōji ở Kyoto do sự phản loạn chư hầu chính của ông, Akechi Mitsuhide (Sự kiện Honnōji).
Người ta thường nói rằng Nobunaga cực kỳ độc ác, và ông cũng có một khả năng nhạy cảm khác với người thường, và khắc nghiệt và tàn nhẫn với thần dân của mình. Mặt khác, có một ý kiến phản đối rằng Nobunaga rất quan tâm đến danh tiếng công khai của mình và lắng nghe ý kiến từ các chư hầu. Ngoài ra, Nobunaga còn là một chiến binh được đào tạo, và sở thích chơi chim ưng, trà đạo, và đấu vật sumo. Ông cũng được cho là đã quan tâm đến nước ngoài như những người man rợ phía nam.
Về mặt chính sách, Nobunaga thành lập chính quyền của riêng mình dưới hình thức được Shogun Mạc phủ Muromachi ủy nhiệm “thiên hạ”. Quan điểm phổ biến là ông có lập trường hợp tác đối với Thiên hoàng và triều đình.
Trong thời kỳ Edo, Nobunaga không được coi trọng, vì Arai Hakuseki và những người khác đã lên án mạnh mẽ sự tàn bạo của Nobunaga.
Tuy nhiên, Nobunaga cuối cùng được ca ngợi là một người trung thành và được tôn thờ như một vị thần trong thời kỳ Minh Trị. Sau Thế chiến II, Nobunaga được coi là một nhà đổi mới do tính mới trong các chính sách của ông. Tuy nhiên, hình ảnh này của Nobunaga với tư cách là một nhà đổi mới đang bị nghi ngờ, và trong những năm gần đây, giới học thuật lịch sử đã đánh giá lại danh tiếng của Nobunaga.

## Sự nghiệp

### Hợp nhất Owari và Mino

#### Thời trẻ
Ông sinh vào tháng 5 năm 1534, là con trai hợp pháp của Oda Nobuhide, một Daimyō (大名 Đại danh) ở tỉnh Owari, và Dota Gozen, con gái của Tsuchida Masahisa. Tên thời thơ ấu của ông là Kippoushi (吉法師).
Nobunaga sinh ra trong gia tộc "Danjō tadaie", một gia thần và nhánh của gia tộc Oda Yamatomori (gia tộc Kiyosu Oda), là shugodai (守護代 Thủ hộ đại) bốn quận nhỏ tại tỉnh Owari, và gia đình được biết đến là "ba Phụng hành vùng Kiyosu" (清洲三奉行 Thanh Châu tam phụng hành). Vào thời điểm đó, ở tỉnh Owari, quyền lực gia tộc Shiba, vốn là shugo (thủ hộ) đã suy yếu, và gia tộc Oda, là những shugodai, cũng bắt đầu chia rẽ. Trước tình hình đó, Nobuhide, cha của Nobunaga, đã chiếm thành Nagoya từ Imagawa Ujitoyo với sự hỗ trợ của Oda Tatsukatsu và những người khác. Nobuhide sau đó nhanh chóng mở rộng quyền lực của mình trong Owari.
Có ba giả thuyết về nơi sinh của ông: thành Nagoya, thành Furuwatari, và thành Shobata. Giả thuyết về thành Nakono là giả thuyết đã được được ghi lại trong "Kokushi Daishi Taikyoden" (国史大辞典 Quốc sử đại từ điển), nhưng dựa trên mô tả trong "Tokitsugu kyōki" (言継卿記 Ngôn kế khanh kí) của Tokitsugu Yamashina, có nhiều khả năng thành Nakono chưa bị chiếm vào năm 1534, và dựa trên mô tả trong "Bishū Kojōshi" (尾州古城志 Vĩ Châu cổ thành chí) và các tài liệu lịch sử khác thuộc sở hữu của thành phố Aisai, chẳng hạn như "Tôi sinh ra tại thành Shobata", trong những năm gần đây, giả thuyết về thành Shobata được coi là có giá trị trong một bài báo xuất bản năm 1992.

#### Trưởng thành ở Owari

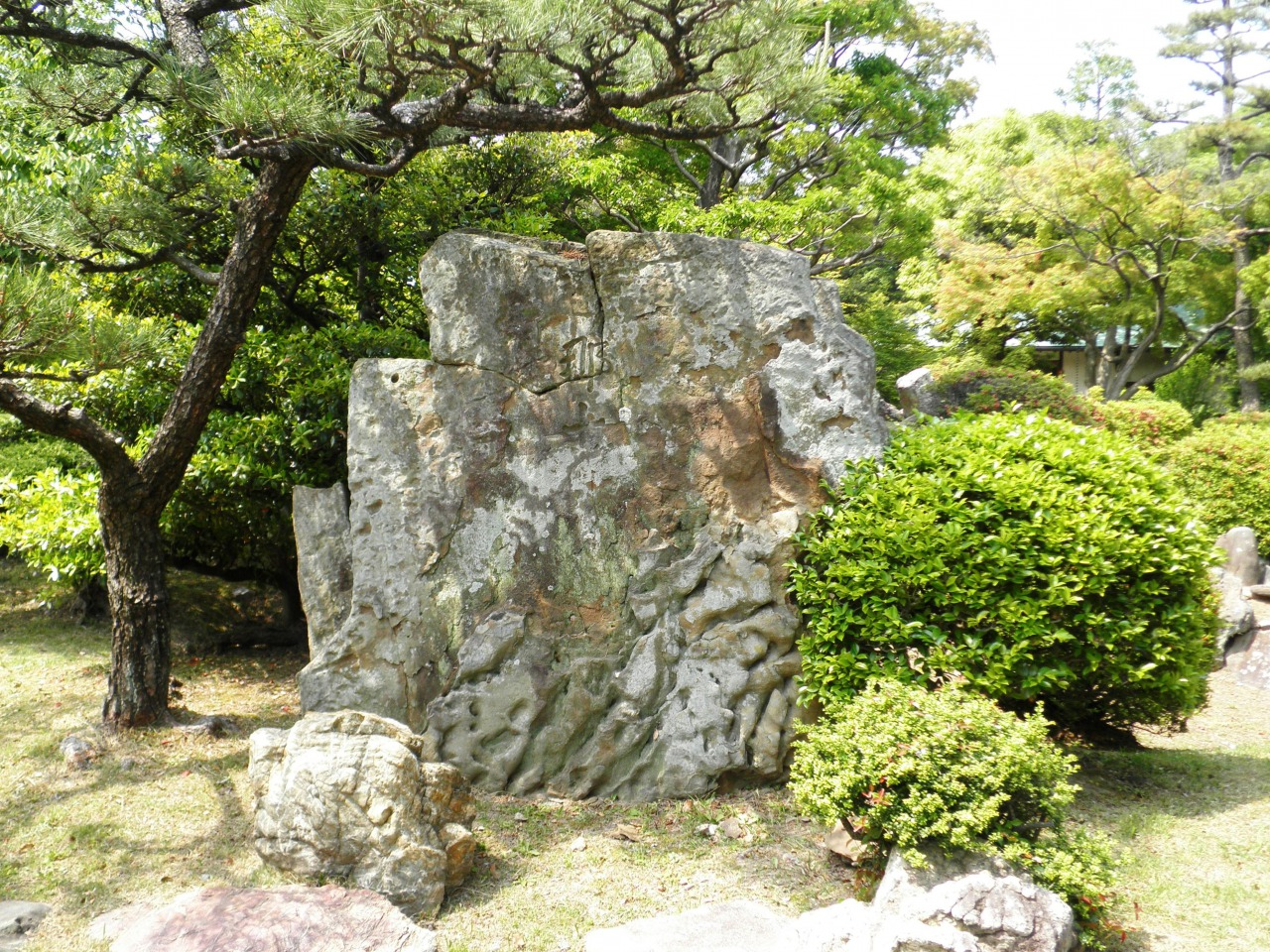
Tàn tích lâu đài Nagoya, nơi đầu tiên trở thành thành chủ

Nobunaga được Nobuhide trao cho thành Nagoya từ rất sớm và trở thành thành chủ thành Nagoya. Theo "Nobunaga Koki", Nobunaga có nhiều hành vi lập dị và được những người xung quanh gọi là "đại ngốc". Một số giải thích điều này có thể do Nobunaga mắc chứng rối loạn phát triển. Ngoài ra cũng nói rằng ông đã biết Matsudaira Takechiyo (sau này là Tokugawa Ieyasu), một con tin, khi Takechiyo còn là một đứa trẻ, nhưng không có sử sách nào chứng minh điều này, mặc dù không thể phủ nhận khả năng đó.
Năm 1546, ông làm lễ "nguyên phục" (Genpuku) tại thành Furuwatari, và đổi tên thành Saburō Nobunaga (三郎信長). Năm 1547, ông xuất hiện lần đầu tiên trong một cuộc giao tranh chống lại Imagawa, và vào năm 1548, ông tham gia vào các vấn đề chính trị Owari.

#### Kết hôn
Vào khoảng năm 1548 hoặc 1549, khi đạt được một thỏa thuận hòa bình với Saitō Dōsan, một Daimyō tỉnh Mino, người từng là kẻ thù của Nobuhide, một cuộc hôn nhân chính trị đã được sắp đặt giữa Nobunaga và con gái của Dosan, Nōhime, như một bằng chứng cho thỏa thuận hòa bình.
Bằng cách kết hôn với con gái của Saitō Dōsan, Nobunaga có nhiều khả năng trở thành người thừa kế gia tộc Oda Danjōtadaie. Sau đó, vào tháng 3 năm Tenbun thứ 21 (1552), ông lên kế vị toàn quyền sau cái chết của cha mình, Nobuhide. Nobunaga đã lấy danh hiệu "Kazusa Mamoru Nobunaga" (sau đó được đổi thành "Kazusa no Kami Nobunaga") khi ông lên kế vị.

#### Hợp nhất Owari
Sau khi lên chức trưởng tộc gia tộc Oda Danjōtadaie, Nobunaga sớm gặp khó khăn. Nobuhide có quyền lực lớn trong Owari, nhưng Nobunaga vẫn còn trẻ không có đủ quyền lực để duy trì sức mạnh đó. Và bên ngoài gia tộc Danjōtadaie, đối thủ là gia tộc Oda Yamatomori, shugodai Owari thành Kiyosu, trong khi bên trong gia tộc Danjōtadaie, ông có những đối thủ như em trai mình là Nobukatsu (Nobuyuki).
Một giả thuyết cho rằng vị trí của Nobunaga với tư cách là người kế vị Nobuhide đã bị nghi ngờ vì Nobunaga phản đối việc hòa bình với Imagawa Yoshimoto, điều mà Nobuhide đã cố gắng thực hiện trong những năm cuối đời, và Nobuhide cũng cân nhắc việc phân chia quyền lãnh đạo giữa Nobunaga và Nobukatsu (trên thực tế, ngay sau cái chết của Nobuhide, Nobunaga đã lập tức phá bỏ hiệp định hòa bình). Tuy nhiên, Rokkaku Sadayori, kẻ thù của Saitō Dōsan, cha vợ của Nobunaga, đã tham gia vào việc trung gian hòa bình này, và theo quan điểm của Nobunaga, có khả năng đây có thể là một sự ràng buộc với các điều kiện bất lợi cho Dosan, cũng có quan điểm cho rằng ông không thể đồng ý với hiệp ước hòa bình.
Vào tháng 8 năm Tembun 21, gia tộc Oda Yamatomori của Kiyosu đã tuyên bố rõ ràng thái độ thù địch của mình đối với gia tộc Oda Danjōtadaie. Nobunaga thắng trong trận Kayatsu, Nobunaga chiếm được thủ phủ Kiyosu và thống nhất nửa phía nam Owari. Và sau đó, trận chiến với phe Kiyosu tiếp tục.

#### Hội kiến tại Shōtoku-ji
Năm 1553, Hirate Masahide, "túc lão" của Nobunaga, tự sát. Nobunaga để tang và xây dựng Masahide-ji (政秀寺 Chánh Tú tự) và Sawahiko là người lập để thương tiếc linh hồn của Masahide. Trong khi đó, vào tháng 4 cùng năm, Nobunaga gặp Dōsan tại chùa Shōtoku-ji (正徳寺 Chính Đức tự). Có một giai thoại rằng trong cuộc gặp gỡ đó, Dōsan đã nhận ra tầm cỡ của Nobunaga, người từng được gọi là một kẻ đại ngốc.
Năm 1554, ông đánh bại lực lượng Imagawa trong Trận chiến thành Muraki.
Cũng trong năm đó, trận chiến với Kiyosu vẫn nghiêng về phía Nobunaga. Vào ngày 12 tháng 7 cùng năm, Shugo Owari, Shiba Yoshimune, bị sát hại bởi Daizen Sakai, một võ tướng từ phe Kiyosu. Điều này là do Shiba Yoshimune được cho là đã đứng về phía Nobunaga, và Shiba Yoshikane, con trai của Yoshimune, đã trốn thoát với sự giúp đỡ của Nobunaga.
Do đó, Nobunaga đã có được lý do để tố cáo gia tộc Shugodai Kiyosu là những kẻ nổi loạn. Vài ngày sau, lực lượng Nobunaga sử dụng giáo dài đã giành được chiến thắng giòn giã trước phe Kiyosu trong trận Ajiki.
Vào năm Tenbun thứ 23, gia tộc Kiyosu suy yếu buộc đã bị chiếm thành Kiyosu thông qua âm mưu của Nobunaga và chú của ông, Oda Nobumitsu, và shugodai Oda Nobutomo cũng buộc phải tự sát. Tại đây, gia tộc Oda Yamatomori thuộc shugodai Owari đã bị tiêu diệt.
Mặt khác, chú của Nobunaga là Nobumitsu, người đã giúp lật đổ gia tộc Oda Yamatomori, cũng qua đời vào ngày 26 tháng 11. Cái chết này được cho là do bị ám sát. Và có giả thuyết cho rằng Nobunaga đã tham gia vào vụ ám sát Nobumitsu.

#### Saitō Dōsan bị sát hại
Vào tháng 4 năm 1556, cha vợ của ông là Saitō Dōsan bị con trai mình là Saitō Yoshitatsu làm phản và đánh bại (Trận sông Nagara). Nobunaga lên đường băng qua sông Kiso đến Oura ở Mino để giải cứu cha vợ của mình, nhưng ông đã không thể ngăn chặn lực lượng hùng mạnh của Yoshitatsu, và khi nghe tin Dōsan qua đời, Nobunaga đã rút lui.

#### Nobukatsu nổi loạn
Sau khi Nobunaga mất đi đồng minh mạnh mẽ nhất của mình là Dōsan, Hayashi Hidesada (Michikatsu), Hayashi Michitomo, Shibata Katsuie, và những người khác đã gây dựng một đội quân để hỗ trợ em trai Nobunaga là Nobukatsu. Nobukatsu đã được cha Nobuhide trao cho thành Suemori, Shibata Katsuie, và các gia thần có ảnh hưởng khác, và đã có một mức độ kiểm soát nhất định đối với quận Aichi, và có quyền lực mạnh mẽ trong Danjōtadaie từ trước đó. Vào năm Kouji đầu tiên, Danjōtadaie lấy tên là "Danjō-chū" và có vị trí cạnh tranh với Nobunaga với tư cách là ứng viên cho sự kế vị của gia tộc Danjōtadaie.
Vào tháng 8 cùng năm, cả hai đụng độ tại Inō, kết quả là chiến thắng thuộc về Nobunaga (Trận Inō). Nobunaga bao vây phe Nobukatsu, vốn đang ẩn náu trong thành Suemori và những nơi khác, nhưng qua sự trung gian của mẹ ruột ông, Tsuchida Gozen, Nobukatsu, Katsuie, và những người khác đã được ân xá. Tuy nhiên, vào năm Eiroku đầu tiên (1558), Nobukatsu lại thực hiện một cuộc nổi loạn. Nobunaga, nhận ra tình hình, đã dụ Nobukatsu đến thành Kiyosu và giết ông, tuyên bố rằng Nobukatsu bị ốm qua đời.
Tháng 7 cùng năm, Nobunaga hợp tác với Oda Nobukiyo, thành chủ thành Inuyama cùng gia tộc, và đánh bại Oda Nobukata, người đứng đầu gia tộc Oda Isemori (gia tộc Iwakura Oda), shugodai bốn quận Owari (Niwa, Haguri, Nakajima và Kasugai), trong Trận Ukino. Trong năm sau, ông đánh bại thành của Nobukata, thành Iwakura thất thủ.
Vào ngày 2 tháng 2 năm 1559, Nobunaga đến Kyoto với một đội quân khoảng 500 người và yết kiến Ashikaga Yoshiteru, Shogun thứ 13 Mạc phủ Muromachi. Theo nhà sử học Muraoka Mikio, mục đích của chuyến đi đến kinh đô này là để được Mạc phủ công nhận là người cai trị mới của Owari. Tuy nhiên, người ta tin rằng mục tiêu này đã không đạt được. Mặt khác, theo nhà sử học Tadayuki Amano, chuyến thăm Kyoto này không chỉ vì vấn đề Owari, mà còn vì Ashikaga Yoshiteru không còn lựa chọn nào khác ngoài việc làm hòa với Miyoshi Nagayoshi, người đã nằm giữ Thiên hoàng Ōgimachi vào năm trước. Chính Nobunaga định xác nhận tình hình vì ngày càng có nhiều cảm giác khủng hoảng trật tự samurai, với Mạc phủ Ashikaga đang ở đỉnh cao, nơi mà tất cả các daimyo phụ thuộc vào đó, sẽ sụp đổ.

#### Trận Okehazama
Vào tháng 5 năm sau, Eiroku 3 (1560), Imagawa Yoshimoto xâm lược tỉnh Owari. Lực lượng Imagawa, kiểm soát các tỉnh Suruga, Ōmi và Mikawa, lên tới 10,000 hoặc 45,000 quân. Lực lượng Oda đã phòng thủ chống lại, nhưng quân Oda chỉ có vài nghìn người. Lực lượng Imagawa, dẫn đầu là quân Mikawa do Matsudaira Motoyasu (sau này là Tokugawa Ieyasu) chỉ huy, đã tấn công thành của Oda.
Nobunaga vẫn im lặng, nhưng vào một giờ chiều ngày 19 tháng 5 năm 1560 (Eiroku 3), sau khi biểu diễn Kōwakamai "Atsumori", ông ra trận. Nobunaga thực hiện một cuộc tấn công vào quân Imagawa trong trại của họ và giết Yoshimoto (Trận Okehazama).
Sau trận Okehazama, quyền lực gia tộc Imagawa suy giảm mạnh do sự thoái lui của gia tộc Matsudaira ở tỉnh Mikawa và các yếu tố khác. Nhân cơ hội này Nobunaga bắt tay với Tokugawa Ieyasu (người đã đổi tên từ Matsudaira Motoyasu vào khoảng thời gian này), người đã độc lập khỏi sự cai trị gia tộc Imagawa. Cả hai thành lập một liên minh để tăng cường chống lưng cho nhau (còn gọi là Liên minh Kiyosu). Năm 1563 (Eiroku 6), ông chuyển căn cứ của mình đến thành Komakiyama để tấn công Mino.
Năm 1565 (Eiroku 8), Nobunaga cuối cùng thống nhất Owari bằng cách đánh bại Oda Nobukiyo thành chủ Inuyama. Hơn nữa, vì lãnh thổ của ông giáp với lãnh thổ của Takeda Shingen, một Daimyo Kai, ông quyết định thành lập một liên minh và vào tháng 11 cùng năm, ông đã cho con gái nuôi của mình Toyoma Fujin lấy con trai thứ tư của Shingen là Katsuyori.

#### Saito Mino và Ashikaga Yoshiaki
Sau cái chết của Saitō Dōsan, mối quan hệ giữa Nobunaga và gia tộc Saitō (gia tộc Isshiki) trở nên căng thẳng. Hai bên đã có chiến tranh qua lại trước và sau trận Okehazama. Tuy nhiên, khi Saitō Yoshitatsu đột ngột qua đời vào năm 1561 và người thừa kế của ông, Saitō Tatsuoki kế vị, Nobunaga đã hành quân đến tỉnh Mino và giành chiến thắng trong trận chiến (Trận Moribe). Cùng khoảng thời gian đó, ông thành lập liên minh với Azai Nagamasa ở phía bắc Omi để tăng cường sự kiểm soát chống lại gia tộc Saitō. Vào thời điểm đó, Nobunaga đưa em gái của mình là Oichi cưới Nagamasa.
Trong khi đó, vào tháng 5 năm 1565, Miyoshi Yoshitsugu, Miyoshi Sanjinshū, Matsunaga Hisamichi, và những người khác của gia tộc Miyoshi, vốn đã nắm giữ quyền lực từ lâu ở vùng Kinai, Kyoto, đã giết Ashikaga Yoshiteru, trong cuộc đối đầu với Shogun (Biến cố Eiroku). Ashikaga Yoshiaki, em trai của Yoshiteru, được sự bảo vệ của Matsunaga Hisahide và thoát khỏi bị giết. Yoshiaki trốn khỏi tỉnh Yamato và đóng tại Wada thuộc tỉnh Omi, sau đó ở Yajima trong cùng tỉnh, làm căn cứ để yêu cầu sự hợp tác của các daimyo khác nhau để quay trở lại Kyoto.
Để đáp lại, Nobunaga cũng gửi một bức thư cho Hosokawa Fujitaka, gia thần của Yoshiaki, vào tháng 12 cùng năm, hứa hẹn sẽ hợp tác trong chuyến đi đưa Yoshiaki quay trở lại Kyoto. Cùng năm đó, ông bắt đầu sử dụng huaya (花押 hoa áp) hình "rin", nghĩa là "kirin" (kỳ lân), một linh thú xuất hiện trong thời đại thống trị tối cao. Ngoài ra, Yoshiaki đã đạt được một thỏa thuận đình chiến giữa Nobunaga và gia tộc Saitō Mino để loại bỏ những trở ngại cho việc quay trở lại kinh đô của ông. Do đó, kế hoạch để Nobunaga đến kinh đô với tư cách là trợ thủ của Yoshiaki dự kiến được thực hiện vào tháng 8 năm Eiroku 9.
Tuy nhiên, vào tháng 8 năm Eiroku 9 (1566), Nobunaga ưu tiên duy trì trật tự lãnh thổ và tiếp tục chiến đấu với gia tộc Saitō ở Mino. Kết quả là Yoshiaki buộc phải rút lui khỏi Yajima về tỉnh Wakasa, và Nobunaga cũng chịu thất bại nặng nề trong trận Kōnoshima vào tháng 8 nhuận. Nobunaga, đã phải chịu đựng sự sỉ nhục và bị mang danh "trào lộng thiên hạ", do đó việc mục tiêu chính loại bỏ mối đe dọa gia tộc Saitō Mino và đưa Yoshiaki đến Kyoto để khôi phục danh dự của mình.
Sau đó, vào năm 1566 (Eiroku 9), Nobunaga kết thân với Tadayasu Satō, và gia tộc Kajita, những người có ảnh hưởng lớn ở tỉnh Mino, và có được các thành trì ở Chūnō (trận Dōdō, trận Seki-Kajita, trận chiếm Chūnō), em rể của Nubunga, Saitō Toshiharu, được Tadayasu Satō nhận làm con nuôi và phong làm thành chủ thành Kajita. Ngoài ra, Nobunaga còn có Tam đầu chế Tây Mino (Inaba Yoshimichi, Ujiie Naotomo và Andō Morinari) đứng về phía mình, cuối cùng đã đánh bại Saitō Tatsuoki tại Nagashima, tỉnh Ise vào năm 1567 và thúc đẩy việc chiếm toàn bộ tỉnh Mino (Trận chiến thành Inabayama). Tại thời điểm này, Inokuchi được đổi tên thành Gifu.
Vào tháng 11 cùng năm, Nobunaga bắt đầu sử dụng con dấu đỏ với dòng chữ trên con dấu "Thiên hạ bố võ". Ý nghĩa của "thiên hạ" trong con dấu này được cho là ám chỉ năm vùng Kinai, không phải toàn bộ Nhật Bản, và nhằm thể hiện ý chí phục hưng Mạc phủ Muromachi. Vào ngày 9 tháng 11, trong khi ca ngợi Nobunaga là "vị tướng vĩ đại nhất mọi thời đại", Thiên hoàng Ōgimachi đã yêu cầu cho ông khôi phục Hoàng triêu và đóng góp cho buổi lễ "nguyên phục" Thân vương Masahito. Nobunaga lịch sự trả lời "Thần sẽ cân nhắc việc này".

### Chính quyền Nhị trùng

#### Trận chiến Kyoto
Trong khi đó, như đã đề cập, do nguy cơ bị gia tộc Miyoshi tấn công, Yoshiaki đã chạy trốn khỏi tỉnh Omi và trú ẩn với Asakura Yoshikage ở tỉnh Echizen. Tuy nhiên, trong hoàn cảnh thù địch với Hongan-ji, Yoshikage không thể đến Kyoto, và vào tháng 7 năm 1568, Nobunaga cử Wada Koremasa cùng với Murai Sadakatsu, Fuwa Mitsuharu, Hidemitsu Shimada và những người khác đến tỉnh Echizen để đưa Yoshiaki đến Kyoto. Yoshiaki rời Ichijōdani đến tỉnh Mino vào ngày 13 cùng tháng và gặp Nobunaga tại đền Rissei-ji (立政寺 Lập Chính tự) trong thành Gifu vào ngày 25.
Vào ngày 7 tháng 9 năm 1568 (Eiroku 11), Nobunaga hỗ trợ Ashikaga Yoshiaki và bắt đầu cuộc hành quân đến kinh đô. Miyoshi Yoshitsugu, Matsunaga Hisahide, và những người khác đã hợp tác với cuộc tiến công về Kyoto của Yoshiaki và hành quân tấn công các lực lượng chống lại Yoshiaki. Trong khi đó, hai cha con Rokkaku Yoshikata và Rokkaku Yoshiharu ở Minami-Omi, đã chống lại Yoshiaki và Nobunaga, đã bị quân Oda tấn công và buộc phải bỏ thành Kannonji vào ngày 12 (Trận chiến thành Kannonji). Hai cha con Rokkaku rút lui về Quận Kōka, và sau đó tham gia vào chiến tranh du kích.
Vào ngày 25 tháng 9, khi Nobunaga hành quân đến Otsu, quân của Tam đầu chế Miyoshi ở tỉnh Yamato đã sụp đổ: Iwanari Tomomichi, đã rút về sơn thành Shōryūji, đầu hàng vào ngày 29; Hosokawa Akimoto và Miyoshi Chōitsu đã rút lui đến sơn thành Akutagawayama, sau đó bỏ thành vào ngày 30; và vào ngày 2 tháng 10 Nagafusa Shinohara cũng từ bỏ lâu đài Koshimizu ở tỉnh Settsu và rút về tỉnh Awa. Vào ngày 2 tháng 10, Shinohara Nagafusa cũng bỏ thành Koshimizu và đến tỉnh Awa. Ikeda Katsumasa, người duy nhất kháng cự, cũng đầu hàng Nobunaga.
Tuy nhiên, người dân trong và xung quanh Kyoto không coi Nobunaga, người vừa mới chinh phục được Owari và Mino, là một người đàn ông quyền lực, và ban đầu họ nghĩ rằng Yoshiaki đã dẫn đầu nhóm tướng lĩnh của mình đến thủ đô và Nobunaga là một vị tướng trong nhóm ấy.
Nobunaga, người đã phong Ashikaga Yoshiaki làm shogun thứ 15, được Yoshiaki đề nghị kế vị chức Kanrei (管領 Quản lãnh) của gia tộc Ashikaga và Shiba, hoặc trở thành Kanryōdai (管領代 Quyền quản lãnh) hoặc Fuku Shogun (副将軍 Phó tướng quân), nhưng ông được cho là đã từ chối, chỉ nhận kirimon (桐紋 đồng văn) của gia tộc Ashikaga và Shiba.

#### Khôi phục Mạc phủ
Vào ngày 5 tháng 1 năm 1569 (Eiroku 12), trong khi lực lượng chính của Quân Oda do Nobunaga chỉ huy đang quay trở lại tỉnh Mino, Tam đầu chế Miyoshi, Saitō Tatsuoki và các rōnin khác đã âm mưu tấn công chiếm ngự sở tạm thời của Yoshiaki, đền Rokujo Hongokuji (Biến cố Honkokuji). Tuy nhiên, Nobunaga đã thể hiện khả năng cơ động bằng cách tiếp viện gấp rút chỉ trong hai ngày giữa tuyết rơi dày đặc. Tuy nhiên, quân Miyoshi và Saitō đã bị đánh bại trước sự xuất hiện của Nobunaga, do sự chiến đấu dũng cảm của Hosokawa Fujiken, Akechi Mitsuhide. Nobunaga đã nhân cơ hội này để xây dựng một ngự sở lớn tại Nijō cho Yoshiaki.
Vào tháng 2 cùng năm, khi thương cảng Sakai đồng ý trả yasen (矢銭 thỉ tiền), tiền thuế quân sự, để đáp ứng yêu cầu của sứ giả của Nobunaga là Sakuma Nobumori, và Nobunaga bắt đầu kiểm soát Sakai bằng cách đưa Imai Sōkyū, người trước đây từng là đại quan Ngự liệu sở trong Mạc phủ tại Sakai-sho Bắc và Sakai-sho Nam cấu thành nên Sakai, thuộc quyền và đặt nó dưới sự kiểm soát của ông. Vào khoảng tháng 4 năm 1570, Nobunaga cử Matsui Yūkan làm Sakai chính sở, Matsui Yūkan cùng với Imai Sōkyū (sau đó là Tsuda Sōgyū và Sen no Rikyū) đồng quản lý Sakai, Nobunaga tiến hành đặt Sakai dưới sự kiểm soát trực tiếp của mình. Ngoài ra, (theo các tài liệu còn tồn tại), các tài liệu do Nobunaga cấp cho Minami-Omi sau tháng 1 cùng năm cũng giống như của Owari và Mino, cho thấy rõ ràng rằng khu vực này đã được hợp nhất vào lãnh thổ của Oda.
Trong khi đó, vào ngày 14 tháng 1, Nobunaga ban hành chín điều trong "Denchū Ngự định" và sau đó là bảy điều bổ sung nhằm hạn chế quyền lực của Ashikaga Yoshiaki với tư cách là shogun, và Yoshiaki đã chấp thuận những điều này. Tuy nhiên, điều này không làm cho mâu thuẫn giữa Yoshiaki và Nobunaga chấm dứt, và cả hai lúc này vẫn đang lợi dụng lẫn nhau. Một số nghiên cứu đã gợi ý rằng "Denchū Ngự định" và các điều khoản bổ sung dựa trên các quy tắc và tiền lệ của Mạc phủ Muromachi, và được ban hành bởi Nobunaga, người chủ trương "Mạc phủ tái hưng" (phục hưng lại Mạc phủ) và "Thiên hạ tĩnh mĩnh" (thiên hạ yên bình). Sau khi xem xét các luật lệ và tiền lệ Mạc phủ, cũng có một nghiên cứu cho rằng nó không hề đi chệch khỏi đường lối của shogun Muromachi cho đến thời điểm đó.
Vào tháng 3 cùng năm, Thiên hoàng Ōgimachi thông báo cho Nobunaga về mong muốn bổ nhiệm Nobunaga làm Fuku Shogun, nhưng Nobunaga không trả lời và hầu như phớt lờ yêu cầu (thay vào đó, ông được nhận các vùng đất ở Kusatsu, Otsu và Sakai).
Vào ngày 23 tháng 1 năm 1570 (năm Eiroku thứ 13), Nobunaga ban hành năm điều khác cho Yoshiaki, và Yoshiaki cũng chấp thuận. Trước đây, người ta thường cho rằng những ngự định này là để hạn chế quyền lực của Shogun, nhưng vì thư trát lễ của Nobunaga đã được nâng lên thành phong cách giống như của Kantō Kanryō (関東管領 Quản lãnh Quan Đông) vào khoảng thời gian này, vì vậy Nobunaga, người luôn từ chối đảm nhận bất kỳ chức vụ nào trong Mạc phủ kể từ khi Yoshiaki quay trở lại Kyoto, đã đồng ý chính thức hỗ trợ Yoshiaki với tư cách là một quan chức cấp cao của Mạc phủ bằng cách đảm nhận một địa vị tương đương với Kanryō (准官領 Chuẩn Quản lãnh) (Ban đầu, chính Yoshiaki đã đề nghị Nobunaga đảm nhận một vị trí trong Mạc phủ và tích cực tham gia vào "Thiên hạ tĩnh mĩnh") hoàn toàn khác với lý thuyết thông thường, cho rằng đó chẳng qua là yêu cầu của Nobunaga.
Suy nghĩ ban đầu của Nobunaga là, mặc dù ông sẽ tiếp tục phục vụ quân đội cho Mạc phủ sau khi Mạc phủ khôi phục, các công việc chính quyền ở Kyoto nên do Mạc phủ tiến hành, và bản thân ông sẽ ở lại lãnh quốc của mình ở Mino và người ta tin rằng Nobunaga đã cố gắng thực hiện chính sách can dự thông qua các Bugyō (奉行 Phụng hành) của chính mình ở Kyoto nếu cần. Khi Tokitsugu Yamashina đích thân đến thành Gifu và xin phép khởi kiện, Nobunaga tuyên bố rằng Mino sẽ không xử lý các vụ kiện ngoài những vụ kiện do Thiên hàng ra lệnh ra lệnh ("Tokitsugu kyōki" ngày 12 tháng 11, năm Eiroku 12). Sau đó, những yêu cầu tương tự lần lượt được lặp lại, và người ta nói rằng Mino sẽ không chấp nhận các vụ kiện công khai và sẽ không nghe bất cứ điều gì khác ngoài thông báo từ Seisatu (制札 Chế trát, bảng thông báo công khai tuyên bố của Shogun). Tuy nhiên, cũng có một mong muốn mạnh mẽ để giải quyết vụ kiện với sự giúp đỡ từ gia tộc Oda, những người có quyền lực quân sự từ gia tộc Oda, cũng như vấn đề chậm trễ trong các vụ kiện của Mạc phủ. Điều này dẫn đến tình trạng Nobunaga có nhiều vụ kiện tụng mỗi khi ông đến Kyoto. Cũng có những người tìm kiếm sự phán quyết tương tự từ các Bugyō của Nobunaga, bao gồm Murai Sadakatsu và Myōin Yoshimasa. Tuy nhiên, các Mạc thần (gia thần của Mạc Phủ), những người mà Nobunaga mong đợi sẽ thực hiện các công việc của chính quyền, đôi khi trở thành các bên tham gia vào việc chiếm đoạt Kugeryō (公家領 Công gia lãnh, lãnh thổ của lãnh chúa) và đền chùa, và trong một số trường hợp, chính Mạc phủ sẽ tịch thu và giao cho Mạc thần làm shoryō(所領 Sở lãnh, đất đai thuộc sở hữu riêng của lãnh chúa). Ngoài ra, Ashikaga Yoshiteru đã cải tổ Mạc phủ vào năm 1562 bằng cách loại bỏ Ise Sadataka, người đã từng làm Mandokoro Shitsuji (政所執事 Chấp sự Chính sở) trong nhiều thế hệ, và thay thế ông bằng Settsu Harukado, một cộng sự thân cận của Shogun, việc cải tổ với mục đích củng cố quyền lực shogun bằng cách tăng cường sự hiện diện của Shogun và các sokkin (側近 trắc cận, phụ tá của người nắm quyền), và Yoshiaki cũng kế thừa chính sách này. Tuy nhiên, kết quả là sự suy yếu của Mandokoro (政所 Chính sở, chính quyền Mạc phủ) khiến nó không thể giải quyết một số lượng lớn các vấn đề, dẫn đến sự chậm trễ trong việc xử lý các vụ kiện. Trên hết, bản thân Yoshiaki đã đưa ra những quyết định độc đoán, điều này làm trầm trọng thêm vấn đề. Người ta cho rằng việc Nobunaga ban hành "Denchū Ngự định" cũng nhằm ổn định Mạc phủ bằng cách tạo điều kiện thuận lợi cho các vụ kiện trong Mạc phủ và ngăn chặn các phán quyết độc đoán của Yoshiaki và các sokkin của ông, để việc tranh tụng công bằng có thể diễn ra. Tuy nhiên, người ta cho rằng chính việc Nobunaga sẵn sàng tích cực bày tỏ ý kiến của mình về thái độ của Shogun và các Mạc thần để phục hưng Mạc phủ có thể đã khiến ông trở thành mục tiêu cảnh giác của Yoshiaki và những người thân tín của Yoshiaki như một hóa thân của Miyoshi Nagayoshi trong thời gian Yoshiteru nắm quyền trước đây.

#### Xâm lược Ise
Trong khi đó, vào năm Eiroku 10 (1567), cùng thời điểm với việc chiếm được thành Inabayama, Nobunaga tấn công Bắc Ise, và giao cho Takigawa Kazumasu phụ trách khu vực này. Năm sau, năm Eiroku 11, ông cho con trai thứ ba là Oda Nobutaka được gia tộc Kobe nhận nuôi và con thứ tám là Oda Nobuyoshi cho gia tộc Nagano, do đó củng cố quyền kiểm soát của mình đối với tám quận của Bắc Ise.
Gia tộc Kitabatake, Kokushi (国司 Quốc ty), nắm quyền năm quận tại Minamiise. Vào tháng 8 năm 1569 (Eiroku 12), Nobunaga rời Gifu và hành quân tới Minamiise, dẫn đầu một đội quân lớn bao vây thành Ōkawachi của gia tộc Kitabatake (Trận chiến thành Ōkawachi). Nobunaga cố gắng tấn công thành Ōkawachi bằng chiến thuật tổng lực chớp nhoáng nhưng không thành công, và trận chiến kéo dài. Sau cuộc bao vây, Nobunaga làm hòa với gia tộc Kitabatake vào tháng 10 và gửi con trai thứ hai của mình, Oda Nobukatsu, làm con nuôi. Năm 1576, Nobunaga đã giết các thành viên gia tộc Kitabatake, bao gồm Kitabatake Tomonori (Biến cố Sanze)
Trong nghiên cứu gần đây, có giả thuyết cho rằng Trận chiến thành Ōkawachi là khởi đầu của cuộc xung đột giữa Nobunaga và Yoshiaki, người không thể đánh sập thành do phe Kitabatake kháng cự bất chấp cuộc bao vây của Nobunaga, và Nobunaga đã dịch chuyển sang Yoshiaki để tạo hòa bình, nhưng sự khác biệt trong quan điểm giữa Nobunaga và Yoshiaki về các điều khoản hòa bình đó dẫn đến cuộc xung đột.

#### Bao vây Nobunaga lần đầu
Vào tháng 4 năm Genki thứ nhất (1570), Nobunaga hành quân đến tỉnh Echizen để đánh bại Asakura Yoshikage, người đã không tuân lệnh. Quân Oda lần lượt chiếm được các thành của tộc Asakura, nhưng bất ngờ nhận được tin báo về việc tộc Azai đào thoát. Trước nguy cơ bị tấn công, quân Oda ngay lập tức bắt đầu rút lui, và với sự giúp đỡ của Akechi Mitsuhide và Kinoshita Hideyoshi, đã rút về Kyoto (Trận Kanegasaki).
Vào tháng 6, Nobunaga cùng với quân Tokugawa đối đầu với quân đồng minh Azai và Asakura tại bờ sông Anegawa ở tỉnh Omi để đánh bại gia tộc Azai. Đồng thời, quân đồng minh Oda và Tokugawa giành chiến thắng, chiếm được thành Yokoyama từ tay Azai (Trận Anegawa).
Vào tháng 8, Nobunaga bắt đầu tấn công Tam đầu chế Miyoshi, lực lượng đã nuôi quân tại tỉnh Settsu, nhưng Chùa Ishiyama Hongan, cảm thấy bị đe dọa bởi sự điều động quân sự của Nobunaga trong khu vực lân cận, đã lập lên một đội quân chống lại Nobunaga (Trận chiến thành Noda và thành Fukushima). Hơn nữa, 30,000 quân đồng minh Azai-Asakura đã tấn công Sakamoto ở tỉnh Omi.
Tuy nhiên, vào tháng 9, Nobunaga dẫn đội quân chủ lực từ tỉnh Settsu trở về tỉnh Omi. Quân Asakura hoảng loạn lập rào chắn trên núi Hiei và kháng cự. Nobunaga đáp trả bằng cách đối đầu với quân đồng minh Azai và Asakura tại thành Usayama ở Omi (Trận Shiga). Tuy nhiên, trong thời gian đó, một cuộc nổi dậy đã nổ ra của những tín đồ của tỉnh Ise (Vây hãm Nagashima), khiến em trai của Nobunaga, Oda Nobuoki, tự sát.
Vào ngày 21 tháng 11, Nobunaga làm hòa với cha con Rokkaku Yoshikata và Rokkaku Yoshiharu, và sau đó với Shinohara Nagafusa từ Awa. Sau đó, vào ngày 13 tháng 12, theo lệnh của Thiên hoàng Ōgimachi, ông đã hòa giải với các gia tộc Azai và Asakura, nhờ đó thoát khỏi tình trạng bị nhiều phía tấn công.

#### Bao vây Nobunaga lần hai
Vào tháng 2 năm Genki thứ 2 (1571), Nobunaga chiêu mộ Isono Kazumasa, thuộc hạ của Azai Nagamasa, về phe của mình và giành được thành Sawayama.
Vào tháng 5, Nobunaga dẫn một đội quân gồm 50,000 người đến Mie Nagashima, nhưng ông đã do dự trong việc tấn công và rút lui. Tuy nhiên, trong cuộc rút lui, đạo quân Nobunag bị tấn công bởi một đạo quân nổi dậy, Shibata Katsuie bị thương và Ujiie Naotomo bị giết. Trong cùng tháng, Miyoshi Yoshitsugu và Matsunaga Hisahide đối đầu với Tsutsui Junkei và Hatakeyama Akidaka để giành quyền kiểm soát Yamato và Kawachi, và shogun Ashikaga Yoshiaki ủng hộ Tsutsui và Hatakeyama, vì vậy Tam đầu chế Miyoshi ly khai khỏi Yoshiaki và cũng trở nên mâu thuẫn với Nobunaga.
Vào tháng 9 cùng năm, Nobunaga đã đốt cháy chùa Enryaku trong cuộc chiến trên núi Hiei (Vây hãm núi Hiei).
Trong khi đó, Takeda Shingen tỉnh Kai, sau khi sáp nhập tỉnh Suruga, đã có hiềm khích với Ieyasu tỉnh Mikawa, gia tộc Hōjō tỉnh Sagami và gia tộc Uesugi tỉnh Echigo, nhưng vào cuối năm Genki 2 (1571), Takeda Shingen khôi phục liên minh Kōshō với gia tộc Hōjō sau đó bắt đầu xâm lược lãnh thổ Tokugawa. Vào thời điểm này, Nobunaga đang làm trung gian giữa Takeda và Uesugi theo lệnh của Ashikaga Yoshiaki, và mặc dù quan hệ giữa Nobunaga và Takeda rất tốt, việc Takeda xâm chiếm lãnh thổ Tokugawa, liên minh của Nobunaga, việc tấn công thực hiện mà không thông báo trước. Trong những năm gần đây, các nhà nghiên cứu đã chỉ ra rằng Shingen xâm lược Mikawa trong năm Genki 2 là một sai sót trong việc xác định ngày của nhóm tài liệu làm cơ sở, và cho rằng đây có thể là một sự kiện xảy ra ở Tensho 3 (1575) dưới thời Takeda Katsuyori.
Vào tháng 3 năm 1572, Miyoshi Yoshitsugu, Matsunaga Hisahide, âm mưu chống lại Nobunaga. Trong cùng tháng, Ashikaga Yoshiaki khuyên Nobunaga xây dựng một dinh thự để cư trú ở Kyoto, và Yoshiaki đã đổi đất cho Tokudaiji Kinfusa với điều kiện ông sẽ giao nó cho Nobunaga để xây dựng dinh thự, Nobunaga đã ra lệnh cho Murai Sadakatsu và Shimada Hidemitsu xây dựng một dinh thự trên đất này. Người ta cho rằng đây không chỉ đơn thuần là nỗ lực của Yoshiaki nhằm tạo thiện cảm với Nobunaga, mà còn là ý định của ông giữ Nobunaga ở lại Kyoto để đề phòng cuộc tiến quân lên phía bắc của quân Miyoshi và Matsunaga.
Vào tháng 7, Nobunaga cử con trai cả của mình, Kimyōmaru (sau này là Oda Nobutada), tham chiến lần đầu tiên. Vào thời gian này, quân Oda liên tục giao tranh với quân đồng minh Azai và Asakura. Sau đó, tình hình chiến sự phát triển có lợi cho quân Oda.
Vào ngày 14 tháng 11, thành Iwamura, thuộc phe Oda, đầu hàng và bị phe Takeda chiếm đóng (Trận chiến thành Iwamura). Thành chủ Iwamura Tōyama Kagetō có vợ là Otsuya no hō (cô ruột của Nobunaga), sau khi qua đời Nobunaga đã gửi con trai của mình Oda Katsunaga làm con nuôi Tōyama và trở thành thành chủ Iwamura. Trong trận chiến thành Iwamura, Akiyama Nobutomo, thuộc tướng Takeda, đã yêu cầu Otsuya kết hôn với mình nếu không sát hại cả thành, Otsuya đồng ý chấp nhận các điều khoản và giao thành Iwamura cho phe Takeda. Trên lãnh thổ Tokugawa, quân Tokugawa bị quân Takeda đánh bại trong trận Hitotozaka, và thành Futamata ở tỉnh Tōtōmi cũng đầu hàng, dẫn đến tình thế chiến tranh bất lợi (Trận thành Futamata). Đáp lại, Nobunaga gửi 3,000 quân tiếp viện đến cho Ieyasu, bao gồm Sakuma Nobumori và Hirate Hirohide, nhưng quân kết hợp của Oda và Tokugawa đã bị quân Takeda đánh bại trong trận Mikatagahara vào tháng 12, và Hirohide bị giết.
Trong khoảng thời gian giữa tháng 12 cùng năm và đầu năm sau, Nobunaga được cho là đã gửi một thư kiến nghị bao gồm 17 điều tới Ashikaga Yoshiaki, và mối quan hệ giữa Nobunaga và Yoshiaki trở nên xấu đi do cuộc điều tra. Thư kiến nghị này hầu hết cho rằng được tạo ra vào vào tháng 9 năm Genki 3 (1572), dựa trên mô tả trong ghi chép tháng 9 năm Genki 3 của "Ghi chép tới niên đại Eiroku" (永禄以来年代記 Eiroku irai nendai ki). Tuy nhiên, theo nhà sử học Hiroyuki Shiba, thật khó tin rằng thư kiến nghị được ban hành vào tháng 9 năm Genki 3, dựa trên những mô tả trong một số tài liệu lịch sử khác và hoàn cảnh xung quanh vấn đề, Shiba cho rằng sau khi thua trận Mikatagahara vào tháng 12 cùng năm, Yoshiaki bắt đầu cảm thấy không thoải mái về quan hệ hợp tác truyền thống của mình với Nobunaga. Ông cũng cho rằng thư kiến nghị này được tạo ra như một sự kiểm tra xác thực lại điều đó.
Vào năm Genki 4 (1573), quân Takeda từ tỉnh Omi tấn công tỉnh Mikawa và chiếm được thành Noda vào tháng 2 (Trận chiến thành Noda).
Chứng kiến thắng lợi của của phe Takeda, Ashikaga Yoshiaki quyết định đoạn tuyệt với Nobunaga trong cùng tháng và quay lại chống lại ông. Nobunaga hành quân từ Gifu về phía Kyoto, thiêu rụi Kamigyo và cố gắng làm hòa với Yoshiaki. Ban đầu Yoshiaki từ chối, nhưng Thiên hoàng Ōgimachi đã ban hành sắc mệnh, và vào ngày 5 tháng 4, Yoshiaki và Nobunaga chấp nhận và lập lại hòa bình. Ngoài ra, nhà sử học Kuno Masashi suy đoán rằng Ueno Hidemasa, người phụ trách đối ngoại với Takeda Shingen với tư cách là một Ngự cung chúng (御供衆 Gokushū), là người đã khuyên Yoshiaki tăng cường quân và âm mưu đưa Shingen đến Kyoto để loại bỏ Nobunaga. Hidemasa và những người đồng tình với âm mưu bị trừng phạt, nhưng có thể do Yoshiaki đâ hoàn thành mục đích của mình bằng cách xin lỗi Nobunaga để hòa giải. Trong khi đó, quân Takeda bắt đầu rút lui do sức khỏe của Shingen ngày càng giảm sút, và vào ngày 12 tháng 4, Shingen chết vì bệnh tật.
Cuộc xâm lược của Takeda vào các tỉnh Omi và Mikawa và cuộc đối đầu với Nobunaga trong thời đại Genki thường được gọi là "Chiến dịch Nishigami" (西上作戦 Tây thượng tác chiến), và Shingen được cho là nhằm vào kinh đô, nhưng trong những năm gần đây, đã nghi ngờ về thực tế và ý định của cuộc xâm lược.

### Lật đổ Mạc phủ Muromachi

#### Ashikaga Yoshiaki suy vong
Tuy nhiên, Yoshiaki tiếp tục chống lại Nobunaga, và vào tháng 7 năm Genki 4, ông lại dấy lên một đội quân và tự mình rào chắn tại thành Makishima, nhưng Nobunaga đã đánh bại và đày Yoshiaki.
Theo lý thuyết phổ biến, Mạc phủ Muromachi đã bị tiêu diệt vào thời điểm này. Điều này có nghĩa là Shogun Muromachi đã mất vị trí là người giữ trật tự "thiên hạ", trong đó cai trị Kyoto và khu vực xung quanh với vương quyền Thiên hoàng, quản lý các daimyo bằng quyền lực và xử lý hòa giải các tranh chấp,v.v. Nobunaga thừa kế vị trí này như là người giữ trật tự "thiên hạ" và sau đó quản lý các daimyo bằng sự kiểm soát và phục tùng. Mặt khác, Yoshiaki vẫn ở vị trí shogun và chạy đến Tomo ở tỉnh Bingo sau đó, nhận được sự bảo trợ từ Mori Terumoto. Sau đó, Yoshiaki đã gửi các lệnh chỉ đến các thế lực khác nhau để lật đổ Nobunaga và quay lại Kyoto, và cũng chính sau khi Nobunaga chết, Yoshiaki cũng từ bỏ vị trí shogun trên cả danh nghĩa và thực tế. Từ điều này, nhà sử học Tatsuo Fujita cho rằng quyền lực của Yoshiaki vẫn còn tồn tại thực tế là một Mạc phủ (thuyết Mạc phủ Tomo), và "kōgi" (公儀 công quyền) của Yoshiaki và "kōgi" của Nobunaga tồn tại ở trạng thái song song. Dù cái tên "Mạc phủ Tomo" này có phù hợp hay không, quan điểm lập luận của Fujita được coi là có cơ sở. Từ góc độ này, các cuộc chiến sau đó của Nobunaga không phải hoàn toàn là cuộc chiến để thống nhất Nhật Bản, mà nhiều khi là chống lại gia tộc Ashikaga và các daimyo tham chiến khác đã ủng hộ Ashikaga.
Hơn 100 người, chẳng hạn như Phụng hành chúng, Phụng công chúng và trực thần Mạc phủ, đi cùng Yoshiaki đến Tomo. Mặt khác, nhiều "Mạc thân", bao gồm Hosokawa Fujitaka, vẫn ở lại Kyoto và quay sang phe của Nobunaga. Những "Mạc thần" cũ của Mạc phủ này trở thành quyền lực cai trị của Akechi Mitsuhide và Nobunga tham gia vào việc kiểm soát Kyoto bằng cách tiếp quản tổ chức Mạc phủ Muromachi.
Sau khi Yoshiaki bị lưu đày, ông đã báo cáo với Triều đình rằng sẽ đổi niên hiệu từ "Genki" (元亀, Nguyên Quy) thành "Tensho" (天正, Thiên Chính), và việc này diễn ra vào ngày 28 tháng 7 năm 1573.

#### Gia tộc Asakura và Asai sụp đổ
Vào ngày 8 tháng 8 năm Tensho thứ nhất (năm 1573), Nobunaga bất ngờ dẫn một đội quân gồm 30,000 người tiến vào miền bắc Omi, sau khi gia thần tộc Azai, Atsuji Sadayuki, đầu hàng và đưa ra lời đề nghị. Các trại Yamamotoyama, Tsukigase và Yakeo đã đầu hàng, và vòng vây thành Odani được rút ngắn. Vào ngày 10, quân Asakura đến giải cứu Echizen, nhưng khi họ mất cảnh giác trước mưa gió, chính Nobunaga đã gây bất ngờ và đánh bại họ vào đêm ngày 13. Các tướng lĩnh nóng lòng muốn lập công đã truy đuổi quân Asakura bị đánh bại, xâm chiếm tỉnh Echizen qua Tsuruga (tỉnh Wakasa). Quân Asakura bỏ thành của họ và chạy đến Ichijōdani, nơi cũng bị đánh bại trong Trận Tonezaka, tiếp tục bỏ thành Ichijōdani, và chạy trốn đến Rokubō, nhưng bị phản bội bởi các thầy tu từ Đền Heisenji và thành viên gia tộc Asakura Kageaki, và Asakura Yoshikage đã tự sát. Kageaki đầu hàng, mang theo đầu của Yoshikage. Nobunaga ra lệnh cho Niwa Nagahide tìm và giết Asakura Aiōmaru, một người con trai của Asakura Yoshikage, thế tử gia tộc Asakura bị Hasegawa Sōnin ra lệnh treo cổ ở Kyoto. Nobunaga chiến thắng trở lại tại Toragozeyama vào ngày 26 tháng 8.
Vào ngày 27 tháng 8 sau đó, Hideyoshi Hashiba tấn công Kyogoku-maru của thành Odani, và Azai Hisamasa tự sát vào ngày hôm sau. Trong khoảng thời gian từ ngày 28 tháng 8 đến ngày 1 tháng 9, thành chính cũng thất thủ, và Azai Nagamasa cũng tự sát. Nobunaga đưa thủ cấp Hisamasa và Nagamasa giam ở Kyoto, và người thừa kế 10 tuổi của Nagamasa, Azai Manpukumaru, được tìm thấy và bị đóng đinh tại Sekigahara. Em gái Nobunaga, Oichi, là vợ của Nagamasa, và Fujikake Nagakatsu đã trốn thoát khoải thành Odani trước khi thành này thất thủ. Nobunaga rất vui khi thấy em gái mình trở về nên sau đó đã để em trai của mình là Oda Nobukane chăm sóc (ban đầu, chú của ông là Oda Nobutsugu chăm sóc).
Vào ngày 24 tháng 9, Nobunaga dẫn đầu một đội quân gồm 30,000 người, chủ yếu từ Owari, Mino và Issei, hành quân đến Ise Nagashima. Quân Oda, do Takigawa Kazumasu và những người khác chỉ huy, lần lượt đánh bại các thành xung quanh Nagashima trong khoảng nửa tháng. Để tấn công Nagashima, ông ra lệnh từ Ominato đi thuyền đến Kuwana, vào ngày 25 tháng 10 Takigawa Kazumasa tiến vào thành Yata. Tuy nhiên, cũng giống như hai năm trước, ông bị phục kích bởi quân nổi loạn trong cuộc rút lui của mình, và trở về lâu đài Ōgaki với Hayashi Tsūsei bảo vệ hậu phương bị hạ sát trong một trận chiến ác liệt.
Vào tháng 11, Ashikaga Yoshiaki rời thành của Miyoshi Yoshitsugu, thành Wakae, và rút về tỉnh Kii. Cùng tháng, quân Nobunaga, bao gồm cả Sakuma Nobumori, mở cuộc tấn công vào Miyoshi Yoshitsugu. Yoshitsugu tự sát vào ngày 16 tháng 11 do sự phản bội của thuộc hạ, Tam đầu chế Wakae, và vào ngày 26 tháng 12, Matsunaga Hisahide tỉnh Yamato cũng bỏ trống thành Tamonyama và đầu hàng Nobunaga.
Vào tháng đầu tiên năm Tensho 2 (1574), tại tỉnh Echizen, nơi đã trở thành lãnh thổ của Oda sau khi chinh phục gia tộc Asakura, một cuộc nổi dậy (Cuộc nổi dậy Ikkō Echizen) của các Jizamurai (地侍 địa thị) địa phương và môn đồ chùa Honganji đã xảy ra, và Katsurada Nagatoshi, một cựu thần gia tộc Asakura trước đây được Nobunaga bổ nhiệm làm shugo (守護 thủ hộ), bị giết tại Ichijōdani.
Hơn nữa, trong cùng tháng, Takeda Katsuyori tỉnh Kai xâm lược Đông Mino. Nobunaga lên đường với 30,000 người để chặn lại, nhưng trước khi quân tiếp viện Nobunaga đến, thành Mechi ở Đông Mino thất thủ, và Nobunaga rút lui về Gifu để tránh đụng độ với quân Takeda. Theo Ghi chép năm Mechi (明知年譜 Minh Trí niên phổ), Nobunaga đã bị truy đuổi bởi một đội 6,000 người do Yamagata Masakage chỉ huy, và có thời điểm Nobunaga đã bị đẩy đến bờ vực, với 9 trong số 16 kỵ binh bao vây ông bị hạ gục và 7 người trốn thoát.
Nobunaga cũng đưa ra yêu cầu với Thiên hoàng Ōgimachi để "cắt giảm Ranjatai" (Lan Xa Đãi một loại trầm nổi tiếng) được Thiên hoàng chấp thuận với một sắc mệnh.

#### Bình định nổi dậy Echizen
Vào tháng 7, Nobunaga và Nobutada dẫn đầu một đội quân lớn, bao gồm bao gồm Oda Nobukatsu, Takigawa Kazumasu, Kuki Yoshitaka và thủy quân Ise-Shima, bao vây hoàn toàn cuộc nổi dậy tại Ise Nagashima từ thủy bộ. Cuộc chiến diễn ra ác liệt, nhưng vào tháng 8, sự thiếu hụt các nguồn cung cấp lương thực dẫn đến hơn 1,000 quân nổi dậy đã trốn khỏi thành Ōtorii, và số lượng quân nổi dậy còn đông hơn. Vào ngày 29 tháng 9, môn đồ tại thành Nagashima đầu hàng và cố gắng chạy trốn bằng thuyền về phía Osaka, nhưng Nobunaga đã bắn một loạt súng vào đó. Điều này đôi khi được mô tả là "cuộc tấn công bất ngờ" của Nobunaga, nhưng có giả thuyết cho rằng điều này là để trả đũa cho sự lừa dối trước đó của phái Ikkō (一向宗 Nhất hướng tông). Mặt khác, trong cuộc phản công của phe khởi nghĩa lúc này, anh trai của Nobunaga là Oda Nobuhiro và các chỉ huy quân sự hàng đầu khác của phe Oda đã bị giết.
Đáp lại, Nobunaga bao vây 20,000 môn đồ Nagashima đang ẩn náu rào chắn trong thành Nakae và thành Yanagashima, tiêu diệt bằng cách đốt lửa thiêu chết toàn bộ. Sau trận chiến này Nagashima hoàn toàn thuộc về Nobunaga.

#### Trận Nagashino
Từ năm Tensho 2 đến Tensho 3, quân Takeda nhiều lần tái xâm chiếm lãnh thổ Oda và Tokugawa. Vào tháng 4 năm 1575, Takeda Katsuyori tấn công thành Nagashino, để đánh bại Okudaira Nobumasa, người đã đào thoát khỏi gia tộc Takeda để trở thành gia thần gia tộc Tokugawa. Tuy nhiên, do lực lượng Okudaira chiến đấu tốt nên quân Takeda mất khoảng thời gian dài mới chiếm được thành Nagashino.
Trong khi đó, Nobunaga lên đường từ Gifu vào ngày 12 tháng 5, nhập với quân Tokugawa trên đường đi, và dựng trại tại Shitarahara thuộc tỉnh Mikawa vào ngày 18 tháng 5. Trong khi đó, Katsuyori cũng vượt sông Kansa và dựng trại chuẩn bị giao chiến với quân đồng minh Oda-Tokugawa. Quân đồng minh Oda-Tokugawa có số lượng khoảng 30,000 người, trong khi quân Takeda có số lượng khoảng 15,000.
Vào ngày 21 tháng 5, trận chiến giữa quân đồng minh Oda-Tokugawa và quân Takeda bắt đầu (Trận Nagashino). Nobunaga có năm vị tướng, bao gồm cả Sassa Narimasa, sử dụng lượng lớn súng hỏa mai trong trận chiến Shitarahara. Trong trận chiến này, quân Oda đã giành được chiến thắng giòn giã trước quân Takeda. Phía Takeda mất nhiều chỉ huy quân sự quan trọng. Trong một bức thư gửi cho Hosokawa Fujitaka, Nobunaga nói rằng kẻ thù duy nhất cần bị đánh bại để nhận ra "thiên hạ an toàn" là giáo phái Honganji.
Vào ngày 27 tháng 6, Nobunaga đến chùa Shōkoku-ji và khi biết rằng gia tộc Edo, một gia tộc tỉnh Hitachi, cho phép các tăng lữ giáo phái Shingon, người mà ông tin tưởng, được phép mặc quần áo lụa, mà ban đầu chỉ được phép cho các tăng lữ giáo phái Tendai, đã có một cuộc tranh chấp diễn ra giữa các tăng lữ giáo phái Tendai và Giáo phái Shingon. Nakayama Takachika, Niwata Shigeyasu, Kanroji Tsunemoto, Kanshūji Haruhide, Saneki Sanjōnishi được bổ nhiệm làm bugyō để giải quyết vấn đề (Xét xử tranh luận áo lụa). Sanjōnishi, người đã nhiều tuổi, rút lui khỏi bugyō vào khoảng tháng 11, và bốn người còn lại được gọi là "nhóm bốn người" và bắt đầu xử lý các vụ kiện trong Triều đình, bao gồm cả vụ này.
Vào ngày 3 tháng 7, Thiên hoàng Ōgimachi đã cố gắng ban cho Nobunaga một chức vụ chính thức, nhưng Nobunaga từ chối chấp nhận và đề nghị ban cho các gia thần của mình các chức vụ chính thức và họ. Thiên hoàng chấp nhận và ban cho họ cấp bậc và họ chính thức như Nobunaga đã đề nghị: Matsui Yūkan làm Cung nội khanh Hōin (宮内卿法印 Cung nội khanh pháp ấn), Takei Yuan là Nhị phẩm Hōkin , Akechi Mitsuhide hiệu Koretō Hyūga no Kami (惟任日向守), Yanada Hiromasa hiệu Betsuki Ukon (別喜右近), và Niwa Nagahide hiệu Korezumi.
Vào tháng 8, Nobunaga hành quân đến tỉnh Echizen, tỉnh thuộc quyền kiểm soát phái Ikkō nổi dậy vào năm trước, và bình định, giết chết nhiều quân nổi dậy. Nobunaga giao cho Shibata Katsuie cai quản tám quận Echizen và giao cho một số gia thần, trong đó có Tam đầu chế Fuchū (Maeda Toshiie, Sassa Narimasa, và Fuwa Mitsuharu), phân chia và cai trị tỉnh Echizen. Nobunaga cũng ban hành "Chín điều tỉnh Echizen" và yêu cầu các tướng lĩnh Echizen phải tuân theo chúng.
Việc tiêu diệt cuộc nổi dậy Ikkō Echizen và cuộc nổi dậy Ikkō Nagashima trước đó đã gây áp lực lên chùa Hongan-ji Osaka, và Nobunaga đã thông qua chính sách ân xá cho Hongan-ji, dẫn đến một thỏa thuận hòa bình giữa Nobunaga và Hongan-ji vào tháng 10. Điều này cho phép Nobunaga tạm thời đạt được sự yên bình trong đất nước.

#### Đảm nhiệm Hữu Cận vệ Đại tướng
Vào ngày 4 tháng 11 năm 1575, Nobunaga được bổ nhiệm làm Gon Dainagon (権大納言 Quyền đại nạp ngôn). Hơn nữa, vào ngày 7 tháng 11, ông cũng được bổ nhiệm vào chức vụ Migi Konoe Taishō (右近衛大将 Hữu Cận vệ Đại tướng). Việc bổ nhiệm các chức vụ của Gon-dainagon và Taishō được cho là tuân theo tiền lệ do Minamoto no Yoritomo, người được bổ nhiệm vào các chức vụ tương tự. Cùng với việc bổ nhiệm chức vụ chính thức, Nobunaga đề cập đến ban đất cho các quý tộc triều đình và các đền chùa, đồng thời cố gắng duy trì nền tảng sự tồn tại khi tận dụng quyền lực của Thiên hoàng và triều đình. Sau đó, Nobunaga thường được gọi là "Uesama" (上様 Thượng dạng).
Từ đó trở đi, Nobunaga thường được gọi là "Thiên hạ nhân" (天下人 Tenkanin), là sự công nhận trên thực tế de facto triều đình. Một số người tin rằng với sự bổ nhiệm này, Nobunaga từ bỏ đường lối chính trị cố gắng duy trì hệ thống Mạc phủ Muromachi (tức là một chính phủ thống nhất giữa quý tộc và quân đội) dưới hình thức ủng hộ con trai của Ashikgaga Yoshiaki, Ashikaga Yoshiteru, ngay cả sau khi Ashikaga Yoshiaki bị trục xuất, và chuyển sang hướng bác bỏ hệ thống này (tức là "lật đổ Mạc phủ"). Ngoài ra, khi Ashikaga Yoshiharu, cha ruột của Yoshiaki, giao lại vị trí shogun cho con trai mình là Yoshiteru, ông đóng vai trò là Gon Dainagon (権大納言 Quyền Đại nạp ngôn) và Migi Konoe Taishō (右近衛大将 Hữu Cận vệ Đại tướng), nằm quyền như là một "Dai Gosho" (大御所 Đại Ngự sở), trong thời gian này Yoshiteru, shogun hiện tại, không có quyền hành thực sự, và Nobunaga đã cố gắng tuân theo lệnh của "Dai Gosho" Yoshiharu. Tuy nhiên, các danh hiệu của shogun Muromachi theo truyền thống như "Muromachi-dono" (室町殿 Muromachi điện), "Kubō-sama" (公方様 Công phương dạng), "Gosho-sama" (御所様 Ngự sở dạng) hoặc "Buke" (武家 Võ gia) được sử dụng cho Nobunaga, và Triều đình coi Nobunaga là một quyền lực riêng biệt khác với Shogun Ashikaga.

#### Bổ nhiệm kế vị
Cùng ngày, con trai cả là Nobutada được bổ nhiệm giữ chức vụ Thành chủ Akita.
Vào ngày 28 tháng 11, Nobunaga trao người thừa kế của mình, Nobutada, chức Daimyō gia tộc Oda, cũng như các lãnh địa Oda, bao gồm Mino và Owari, trung tâm là thành Gifu, và bổ nhiệm Saitō Toshiharu, Kawajiri Hidetaka, Hidetada Hayashi, và những người khác là nhóm Fudaikashin (譜代家臣 Phổ đại gia thần) của Nobutada.
Vào tháng 1 năm 1576, ông giao Niwa Nagahide phụ trách việc xây dựng Thành Azuchi ở tỉnh Omi, một vị trí chiến lược cho giao thông, và thực sự khởi công xây dựng vào tháng 4 cùng năm. Cho đến khi thành Azuchi được xây dựng, Nobunaga đã sử dụng dinh thự của Fudaikarō (譜代家老 Phổ đại gia lão) Sakuma Nobumori làm nơi ở của mình.

### Nắm quyền thiên hạ

#### Bao vây Nobunaga lần ba
Vào tháng 1 năm 1576, Hatano Hideharu tỉnh Tamba, người có quan hệ tốt với Nobunaga, đã nổi dậy chống lại ông. Hơn nữa, đền Ishiyama Honganji cũng lại nổi dậy, và phong trào chống Nobunaga bắt đầu mạnh trở lại.
Vào tháng 4, Nobunaga cử một đội quân do Hanawa Naomasa, Araki Murashige, Akechi Mitsuhide, và Hosokawa Fujitaka chỉ huy đến Osaka để tấn công Honganji. Tuy nhiên, Saika Ikki tỉnh Kii đứng về phía quân Honganji, và vào ngày 3 tháng 5, Hanawa bị quân Honganji phản công, và nhiều binh lính bao gồm cả Hanawa, đã thiệt mạng trong trận chiến. Trong cơn tuyệt vọng, quân Oda đã phòng thủ trong trại Tennōji, quân Honganji được đà chiến thắng đã bao vây pháo đài này. Vào ngày 5 tháng 5, Nobunaga phát lệnh động viên và tiến vào thành Wakae, nhưng vì tình hình cấp bách nên chỉ có khoảng 3,000 quân. Vào sáng sớm ngày 7 tháng 5, Nobunaga dẫn quân tấn công quân Honganji đang bao vây trại Tennoji, và một trận chiến ác liệt đã xảy ra, chính Nobunaga bị bắn và bị thương. Quân Oda đã phối hợp và hợp lực thành công với quân tại trại Tennoji do Mitsuhide chỉ huy, đánh bại lực lượng Honganji và truy kích, tiêu diệt khoảng 2,700 người (Trận chiến trại Tennoji).
Nobunaga quay trở lại Kyoto vào ngày 6 tháng 6, tại chùa Kofuku-ji (興福寺 Hưng Phúc Tự), có một cuộc tranh cãi giữa Hironen (con trai Kujō Hisatsune) và Kanefuka (con trai Hirohashi Kanehide) về việc ai sẽ là Bettō (別当 Biệt đương, chức vụ thực hiện nghi lễ Phật giáo tại các đền chùa) tiếp theo, và cả hai bên đều gửi đơn kiện lên Tòa án Triều đình. Nobunaga cũng nhận được đơn xét xử từ cả hai phía, và mặc dù Nobunaga tránh nêu tên các cá nhân sau khi tham khảo ý kiến của "Bộ tứ Bugyō". Trưởng tộc Fuji, Nijō Haruyoshi, dựa theo trên truyền thống trưởng tộc Fuji là người quyết định thực tế công việc chùa Kofuku-ji, Haruyoshi đã bổ nhiệm Hironen làm Bettō. Tuy nhiên Kanefuka cho rằng ý kiến của Nobunaga là bổ nhiệm mình, và Haruyoshi đã bẻ cong nó, Thiên hoàng Ōgimachi và "Bộ tứ Bugyō" không hiểu được ý kiến của Nobunaga vì không rõ ai, nên đã chấp nhận. Khi Nobunaga trở về thành Azuchi và nghe báo cáo từ "Bộ tứ Bugyō", đã tức giận vì ý kiến bị bóc bỏ, và cử Hori Hidemasa đến chùa Kofuku-ji để xác nhận lại sự thật, sau đó cử Takigawa Kazumasu và Niwa Nagahide đến Kyoto yêu cầu Triều đình xét xử lại, đồng thời giam giữ "Bộ tứ Bugyō" một thời gian (Tranh cãi Biệt đương Hưng Phúc Tự năm 1576)
Vào khoảng thời gian này, quan hệ với Uesugi Kenshin, Kanrei Kanto (関東管領 Quản lãnh Kanto), người trước đây đã hợp tác với Nobunaga, trở nên xấu đi. Kenshin bắt đầu đàm phán hòa bình với đền Ishiyama Honganji vào tháng 4 năm 1576 và kết thúc hòa bình vào tháng 5, ra tăng xung đột với Nobunaga. Theo sau Kenshin và Ishiyama Honganji, Mori Terumoto, Hatano Hideharu, Saika Ikki, và những người khác tham gia cấu kết gia nhập quân đội chống Nobunaga.
Sau trận chiến ở trại Tennoji, quân Oda do Sakuma Nobumori chỉ huy đã bao vây Ishiyama Honganji từ thủy lục quân và phong tỏa kinh tế ngôi đền để ngăn hàng hóa xâm nhập. Tuy nhiên, vào ngày 13 tháng 7, khoảng 700-800 tàu, bao gồm cả thủy quân Mori do Mori Terumoto điều động theo yêu cầu của Ishiyama Honganji, đã xuất hiện tại cửa sông Kizugawa ở Vịnh Osaka để tiếp viện cho Honganji. Trong trận chiến này, thủy quân Oda đã bị đánh bại, và và quân đội Mori mang lương thực và đạn dược đến đền Ishiyama Hongan-ji (Trận Kizugawaguchi lần thứ nhất).
Trước hoàn cảnh đó, Nobunaga được thăng phẩm "Chính tam vị" và Nai Daijin (内大臣 Nội đại thần) vào ngày 21 tháng 11. Vào mùa đông năm đó, chuyến thăm của Thiên hoàng tới Azuchi đã được lên kế hoạch, sẽ diễn ra vào năm sau, năm Tensho 5 (1577). Trước đó, Thiên hoàng Ōgimachi đã lên kế hoạch thoái vị cho Thân vương Masahito, và thân vươn sẽ lên đường với tư cách là Thiên hoàng mới. Tuy nhiên, cả việc thoái vị và chuyến đi tới Azuchi đều không diễn ra vào thời điểm này.

#### Oda nằm chính phủ
Vào tháng 2 năm Tensho 5 (1577), Nobunaga dẫn một đội quân lớn đánh bại Saika Ikki (Chinh phục Kishu), và vào tháng 3, ông buộc thủ lĩnh Saika Ikki, Suzuki Magoichi, và những người khác đầu hàng và rút khỏi tỉnh Kii.
Vào tháng 8 năm 1577, Matsunaga Hisahide nổi dậy chống lại Nobunaga, và bị giam giữ trong thành trì của ông, thành Shigisan. Theo nội dung một bức thư của Shimotsuma Yorikado ngày 11 tháng 10 năm Tensho 5, cuộc nổi dậy Hisahide được cho là để đáp lại phong trào chống Nobunaga như Ashikaga Yoshiaki và Honganji. Tuy nhiên, Hisahide bị tấn công bởi quân Oda do Oda Nobutada chỉ huy, và thành Shigisan thất thủ vào tháng 10, buộc Hisahide phải tự sát.
Vào ngày 20 tháng 11, Thiên hoàng Ōgimachi thăng Nobunaga lên phẩm "tòng nhị vị" và chức Migi Daijin (右大臣 Hữu đại thàn). Vào tháng 1 năm 1578 (Tensho 6), ông được tiếp tục thăng phẩm "chính nhị vị".
Ông tổ chức binh lính của Owari thành các quân đoàn cơ động dưới sự điều khiển trực tiếp, gồm cung thủ, lính pháo, kỵ mã, tiểu tính và tiểu thân, và vào năm 1576 (Tensho 4), ông tập hợp họ ở Azuchi.

#### Chinh phạt Chūgoku
Vào tháng 3 năm 1578, cuộc nổi dậy của Bessho Nagaharu ở tỉnh Harima (Vây hãm Miki) xảy ra.
Vào tháng 4, Nobunaga đột ngột từ chức Migi Daijin và Migi Konoe Taishō. Vào thời điểm này, Nobunaga hy vọng sẽ chuyển giao vị trí chính thức của mình cho Nobutada, nhưng điều này đã không xảy ra.
Vào tháng 7, quân Mori chiếm được thành Kozuki, và các quân đội hồi sinh gia tộc Amago, bao gồm Yamanaka Yukimori, người đã bị bỏ lại theo lệnh của Nobunaga, đã bị hành quyết (Trận chiến thành Kozuki). Vào tháng 10, Araki Murashige tỉnh Settsu đột ngột đào thoát khỏi Nobunaga và hợp lực với Ashikaga Yoshiaki, Mori, và Honganji để chống lại Nobunaga, trong khi Nakagawa Kiyohide và Takayama Ukon, những người cũng nắm giữ lãnh thổ ở phía đông Settsu, tạm thời có thiện cảm với Murashige, nhưng nhanh chóng quay trở lại phía Nobunaga.
Vào ngày 6 tháng 11, thủy quân Oda do Kuki Yoshitaka chỉ huy đánh bại thủy quân Mori và thành công trong việc ngăn chặn nguồn cung cấp quân đến Honganji (Trận Kizugawaguchi lần thứ hai); vào tháng 12, quân Oda bao vây Thành Arioka, nơi Araki Murashige đang ẩn náu, và mở cuộc tấn công vào quân của ông ta (Trận chiến thành Arioka).
Vào tháng 5 năm 1579, Nobunaga hoàn thành việc xây dựng thành Azuchi và chuyển đến đó. Nobunaga cũng lắp đặt các bức tranh Phật giáo, Khổng giáo và Đạo giáo của Kanō Eitoku trong khu lưu giữ, và cũng xây dựng một tòa nhà tương tự như "Thanh Lương điện" gần khu lưu giữ. Đây được đánh giá là một nỗ lực nhằm vượt qua quyền lực của Thiên hoàng và mở rộng sang các nước Đông Á, nhưng Hiroyuki Shiba nói rằng nó thể hiện sự tôn trọng của Nobunaga đối với quyền lực xã hội truyền thống.
Vào tháng 6 cùng năm, do Akechi Mitsuhide bao vây thành Yagami, Hatano Hideharu cuối cùng bị bắt và bị xử tử. Mitsuhide đã bình định được Tamba và Tango trong cùng năm.
Trong khi đó, Araki Murashige, bị dồn vào chân tường với rất ít hy vọng có được tiếp viện, rời khỏi thành Arioka vào tháng 9 cùng năm, phá vỡ vòng vây và tiến về thành Amagasaki quan trọng về mặt chiến lược. Tuy nhiên, Ukita Naoie quay trở lại phe Oda, quân tiếp viện từ gia tộc Mori không còn nữa, và một số binh lính Thành Arioka cũng đào ngũ, và Thành Arioka cuối cùng thất thủ. Nobunaga sau đó tàn sát vợ con của Araki và vài trăm gia thàn của ông ta.
Năm sau, vào tháng 1 năm 1580, Bessho Nagaharu thực hiện seppuku và thành Miki đầu hàng. Vài tháng sau, quân của Nobunaga chiếm được toàn bộ tỉnh Harima.

#### Chính trị năm 1579
Vào tháng 11, Nobunaga tặng "Nhị điều tân ngự sở" (二条新御所) của gia tộc Oda tại Kyoto cho làm Cung điện mới cho Thái tử, Thân vương Masahito.
Trong năm này, Nobunaga được cho là đã ra lệnh cho người thừa kế của Tokugawa Ieyasu, Matsudaira Nobuyasu, thực hiện việc seppuku. Người ta nói rằng điều này là do hành vi hoang dã của Nobuyasu với mẹ đẻ Tsukiyama-dono, đồng thời đã bí mật liên lạc với gia tộc Takeda, do đó Ieyasu đã giết Tsukiyama-dono và buộc Nobuyasu phải seppuku theo ý muốn của Nobunaga. Tuy nhiên, có nhiều nghi ngờ về giả thuyết này, và trong những năm gần đây, người ta cho rằng Nobunaga chấp thuận cho hành quyết con rể là Nobuyasu theo yêu cầu của Ieyasu do mâu thuẫn giữa Ieyasu và Nobuyasu.

#### Hiệp ước hòa bình với Honganji Osaka
Vào ngày 10 tháng 3 năm 1580 (Tensho 8), Hōjō Ujimasa ở Kanto đề nghị theo Oda, đưa gia tộc Hōjō dưới sự kiểm soát chính quyền Oda. Điều này đã mở rộng lãnh thổ Nobunaga đến phần phía đông Nhật Bản.
Vào tháng 4 cùng năm, theo lệnh Thiên hoàng Ōgimachi, Honganji cuối cùng đã từ bỏ sự phản kháng và làm hòa với gia tộc Oda (còn được gọi sắc mệnh hòa bình). Tuy nhiên, về phía Honganji, Kyōnyo vẫn ở lại Osaka và cố gắng tiếp tục chiến đấu. Do sự phản kháng mạnh mẽ trong việc hòa giải giữa những người theo ông, Kyōnyo cuối cùng không còn lựa chọn nào khác ngoài việc từ bỏ việc tiếp tục bao vây, và rời Osaka vào tháng 8. Cuộc chiến tại Honganji ở Osaka, được Nobunaga thực hiện với khẩu hiệu "vì lợi ích Thiên hạ", cuối cùng đã được giải quyết ổn thỏa sau 10 năm chiến tranh.
Việc lật đổ thành công Honganji được coi là một cột mốc quan trọng trong chính quyền Oda. Mặc dù các cuộc nổi dậy ở nhiều vùng khác nhau vẫn tiếp tục, nhưng thất bại của Honganji Osaka đã dẫn đến sự suy giảm trong các cuộc nổi dậy có tổ chức. Vào khoảng thời gian này, ý nghĩa "Thiên hạ" bắt đầu mở rộng ra ngoài vùng Kinai để bao gồm toàn bộ Nhật Bản, và có giả thuyết cho rằng Nobunaga bắt đầu hướng tới "thống nhất Thiên hạ".
Mặt khác, vào tháng 8 cùng năm, Nobunaga gửi một bức thư trừng phạt đến lão thần của mình là Sakuma Nobumori, người chỉ huy cuộc chiến chống lại Honganji Osaka, và con trai cả của ông là Sakuma Nobuei. Ông cũng ra lệnh trục xuất họ đến Koyasan vì sự vụng về của mình trong cuộc chiến với chùa Honganji. Ngoài ra, trọng thần của ông là Hayashi Hidesada, Andō Morinari và Niwa Ujikatsu, và những người khác cũng bị lưu đày.

### Thiên hạ yên lặng

#### Kyoto Oumazoroe đến bổ nhiệm Tả đại thần
Vào ngày 23 tháng 1 năm 1581, Nobunaga ra lệnh cho Akechi Mitsuhide chuẩn bị cho một cuộc diễu kị binh ở Kyoto. "Đội hình ngựa" này là một cuộc diễu hành quân sự lớn huy động tất cả các daimyo, bao gồm Konoe Sakihisa và các quý tộc khác trong triều đình, các daimyo Oda tại vùng Kinai và các tỉnh Oda khác, và người dân địa phương để thể hiện sức mạnh quân Oda đến triều đình dưới quyền Thiên hoàng Ōgimachi, đến người dân người dân trong và xung quanh Kyoto, và các daimyo các tỉnh khác. Tuy nhiên, người ta nói rằng không phải Nobunaga mà là Triều đình đã yêu cầu tổ chức lễ diễu kị bình. Nobunaga đã tổ chức lễ hội pháo Sagicho ở Azuchi vào đầu năm Tensho 9, và Triều đình, khi nhìn thấy nó, đã yêu cầu sao chép nó gần Hoàng cung Kyoto. Tuy nhiên, chính Nobunaga đã thay đổi lễ hội từ "Sagicho" thành "Bakumari".
Vào ngày 5 tháng 3, Nobunaga lại tổ chức một cuộc diễu kị binh với hơn 500 con ngựa nổi tiếng. Một số người cho rằng việc Nobunaga bố trí ngựa ở Kyoto là một áp lực quân sự buộc Thiên hoàng Ōgimachi phải nhường ngôi cho Thái tử, Thân vương Masahito.
Vào ngày 7 tháng 3, Thiên hoàng đề cử Nobunaga làm Hidari Daijin (左大臣 Tả đại thần), và ngày 9 tháng 3, ý định này được truyền đạt cho Nobunaga, ông trả lời: “Tôi xin nhận chức vụ khi Thiên hoàng Ōgimachi thoái vị và Thân vương Masahito lên ngôi". Triều đình đã thảo luận về vấn đề này và Nobunaga được thông báo về một số ý định của Triều đình. Vào ngày 24 tháng 3, Nobunaga đã nhận được thư trả lời và Triều đình hài lòng với điều đó. Tuy nhiên, vào ngày 1 tháng 4, Nobunaga bất ngờ tuyên bố rằng "đây không phải là năm tốt cho việc nhường ngôi vì đây là năm của Kim thần", việc lên ngôi và bổ nhiệm Nobunaga làm Hidari Daijin đã bị hoãn lại.
Nhân dịp Lễ hội Hassaku vào ngày 1 tháng 8, Nobunaga đã tổ chức một diễu kị binh tại thành Azuchi, trong đó các quý tộc triều đình như Konoe Sakihisa tham gia, và sự kiện này đã trở thành một lời tuyên bố công khai với toàn quốc rằng Azuchi là trung tâm chính quyền samurai.

#### Vây hãm Núi Koya
Năm 1581, Núi Koya bắt đầu chống lại Nobunaga bằng cách che chở tàn dư quân của Araki Murashige và liên lạc với Ashikaga Yoshiaki. Theo "Nobunaga Koki", Nobunaga đã cử hơn một chục sứ giả đến, nhưng Núi Koya đã giết tất cả bọn họ. Mặt khác, trong "Koya Shunju", vào tháng 8 năm trước, Matsui Yūkan đã gửi một lá thư để hỏi xem có hay không mối quan hệ giữa các tăng lữ Núi Koya và tàn dư quân Araki Murashige, vào ngày 21 tháng 9, Matsui Yūkan bắt giữ, bỏ tù, giết chết Kōya Hijiri và những người khác đã tham gia cuộc nổi dậy. Vào tháng 1 năm 1581, với sự hợp tác của Đền Negoro-ji, thành lập Kōya Taishū và nổi dậy chống Nobunaga.
Nobunaga bổ nhiệm Oda Nobuharu, thành chủ thành Izumi-Kishiwada, làm đại tướng và phát động một cuộc tấn công vào Núi Koya; vào ngày 30 tháng 1, ông bắt giữ 1,383 Kōya Taishū và hành quyết tại Ise và Shichijo Kawara ở Kyoto; vào ngày 2 tháng 10, ông cử quân đội Hori Hidemasa làm viện binh tấn công Negoro-ji và bắt 350 người làm tù binh. Vào ngày 5 tháng 10, Nobunaga cử quân Tsutsui Junkei từ Shichikuchi đến núi Koya để tấn công Negoroji, nhưng phe Kōya đã anh dũng chống trả, và trận chiến kéo dài, với nhiều người thiệt mạng trong trận chiến.
Năm 1582, Nobunaga quyết định chỉ đạo quân chủ lực chinh phục Koshu, và trận chiến tại núi Koya tạm thời kết thúc. Vào tháng 4 sau khi gia tộc Takeda sụp đổ, Nobunaga thay thế Nobutaka bằng Nobuharu làm đại tướng. Nobutaka tấn công núi Koya, giết chết 131 tăng sĩ và một số lượng lớn các tín đồ. Núi Koya và Đền Negoro-ji đầu hàng tránh lặp lại biến cố chùa Honnoji.

#### Chinh phạt Kōshū
Vào tháng 5 năm 1581, Nobunaga lợi dụng cái chết đột ngột của Kawada Nagachika, một võ tướng gia tộc Uesugi, người đang bảo vệ Etchū, và xâm lược Etchū, đưa phần lớn tỉnh này vào quyền kiểm soát của gia tộc Oda. Vào tháng 7, Nobunaga ra lệnh cho Niwa Nagahide giết Ishiguro Naritsuna, thành chủ thành Etchu Kifune, ở Omi, và ra lệnh cho Morinaga Terasaki, thành chủ Gankai-ji Etchū, thực hiện seppuku. Vào ngày 23 tháng 3, Nobunaga chiếm lại thành Takatenjin và đánh đuổi Takeda Katsuyori. Tại Kishū, phe Saika chia rẽ nội bộ, Suzuki Magoichi, một người ủng hộ Nobunaga, chiến đấu với các thành viên phe chống Nobunaga như Morishige Tsuchibashi, và lực lượng Suzuki bị suy giảm.
Sau thất bại trong trận Nagashino, Takeda Katsuyori đã cố gắng xây dựng lại lãnh thổ của mình bằng cách thành lập Liên minh Kōetsu với gia tộc Uesugi Echigo và xây dựng thành Shinpu, đồng thời tìm kiếm hòa bình với Nobunaga thông qua Satake Yoshishige bằng cách trả lại Oda Katsunaga (con thứ năm của Nobunaga), người đã từng là con tin, nhưng không được tiến hành.
Vào ngày 1 tháng 2 năm 1582, Kiso Yoshimasa, con rể của Takeda Shingen, chuyển sang phe Nobunaga. Vào ngày 3 tháng 2, Nobunaga ban hành một lệnh điều động lớn tới Nobutada để phát động một cuộc xâm lược toàn diện vào lãnh thổ Takeda. Tokugawa Ieyasu từ tỉnh Suruga, Hōjō Ujinao từ tỉnh Sagami, Kanamori Nagachika từ tỉnh Hida, và Oda Nobutada từ tỉnh Kiso đều bắt đầu các cuộc xâm lược vào lãnh thổ Takeda. Quân đội Nobutada bao gồm Takigawa Kazumasu, chỉ huy quân sự, và các gia thần của Nobutada là Kawajiri Hidetaka, Mori Nagayoshi, Mori Nagahide và những người khác, và quân đội tổng hợp này lên tới hơn 100,000 người. Được dẫn đầu bởi quân đội Kiso, quân đội 15,000 người của Oda đã tiến đến Suwa-no-uehara vào ngày 2 tháng 2.
Trong phía Takeda, những người lính thành Ina đã đánh đuổi thành chủ Shimojō Nobuji, và đầu hàng quân Oda. Hơn nữa, Ogasawara Nobumine, thành chủ thành Matsuo ở miền nam Shinano, đầu hàng quân Oda vào ngày 14 tháng 2. Oda Nagamasu, Oda Nobutsugu, Inaba Sadamichi, và các quân đội khác của Oda đã chiến đấu với quân Baba Masafusa tại thành Fukashi và buộc thành phải đầu hàng. Anayama Nobukimi, thành chủ thành Ejiri tại Suruga, cũng đầu hàng Tokugawa Ieyasu và dẫn quân Tokugawa ngược sông Fuji từ tỉnh Suruga để tiến vào tỉnh Kai. Bằng cách này, quân đội Takeda đã đầu hàng lực lượng đồng minh như thể họ đang cạnh tranh để trở thành người đầu hàng đầu tiên, và bị đánh bại bởi các lực lượng đồng minh trong một cuộc "rước kiệu" do không có khả năng tổ chức kháng cự. Nơi duy nhất mà quân Takeda có thể đứng vững là thành Takato ở Shinano, nơi Nishina Morinobu đang ẩn náu, nhưng nó đã bị quân Oda do Nobutada chỉ huy tấn công vào ngày 2 tháng 3 và thất thủ, và hơn 400 thủ cấp được gửi đến Nobunaga.
Trong thời gian này, Katsuyori đã ở Suwa, nhưng trước khi quân đồng minh trên đà phát triển, ông đã rút khỏi Suwa và trở về Shinpu ở tỉnh Kai. Tuy nhiên, do sự phản bội của Anayama và những người khác và sự sụp đổ của các thành Shinano, ông đã bỏ thành Shinpu, phóng hỏa thành và trở lại thành Katsunuma. Quân Oda Nobutada xâm chiếm lãnh thổ Takeda với tốc độ dữ dội, đánh chiếm hết thành này đến thành khác của phe Takeda. Vào ngày 8 tháng 3, ngày Nobunaga lên đường chinh phục Koshu, Nobutada chiếm được Kofu, tổng hành dinh lãnh thổ Takeda, và vào ngày 11 tháng 3, Takigawa Kazumasu đã giết Takeda Katsuyori và Takeda Nobukatsu tại Tano ở Quận Tsuru, tỉnh Kai, gia tộc Takeda bị tiêu diệt. Thủ cấp Katsuyori và Nobukatsu được gửi đến Nobunaga thông qua Nobutada.
Vào ngày 13 tháng 3, Nobunaga đi từ thành Iwamura đến Yabane, nơi ông kiểm tra thủ cấp Katsuyori và những người khác vào ngày 14 tháng 3. Vào ngày 19 tháng 3, ông từ Takato vào chùa Hokkeji ở Suwa, và vào ngày 20 tháng 3, ông gặp Kiso Yoshimasa trao cho hai quận tỉnh Shinano và Anayama Nobukimi nhằm trấn an các lãnh thổ cũ của tỉnh Kai và tỉnh Suruga. Vào ngày 29 tháng 3, ông trao Kai, ngoại trừ lãnh thổ của Anayama, cho Kawajiri Hidetaka, tỉnh Suruga cho Tokugawa Ieyasu, và bốn quận ở phía bắc Shinano cho Mori Nagayoshi, nam Shinano được trao cho Mori Hideyori. Vào thời điểm này, Nobunaga đã ban hành một bộ luật quốc gia cho lãnh thổ Takeda trước đây, quy định việc bãi bỏ các chốt chặn, và ranh giới lãnh thổ.
Vào ngày 10 tháng 4, Nobunaga đi xem núi Phú Sĩ và nhận được sự tiếp đãi hào phóng từ Ieyasu; vào ngày 12 tháng 4, ông tới thành Suruga Kokokuji và được Hojo Ujimasa tiếp đón. Ông cũng tiến đến thành Ejiri, thành Tanaka vào ngày 14 tháng 4, và thành Hamamatsu vào ngày 16 tháng 4. Từ Hamamatsu, ông đến thành Yoshida bằng thuyền, vào thành Kiyosu vào ngày 19 tháng 4 và quay trở lại thành Azuchi vào ngày 21 tháng 4.
Việc Nobunaga đánh bại gia tộc Takeda đã tác động rất lớn đến các Daimyō vùng Ōu. Vào tháng 5, gia tộc Ashina đã gửi một sứ giả đến Nobunaga và cam kết "lòng trung thành vô song". Ngoài ra, Endo Motonobu, một sokkin của Date Terumune, đã gửi một bức thư cho Satake Yoshishige vào ngày 1 tháng 6, thúc giục thực hiện "Thiên hạ thống nhất" của Nobunaga. Điều này cho thấy rõ ràng sự trung thành đối với Nobunaga.

#### Thôi chức vụ triều đình
Vào ngày đầu năm mới năm 1582 (Tensho 10), "Nobunaga Koki" mô tả rằng Nobunaga đã trao "Gian Miyuki" của thành Azuchi cho những người đến phục vụ ông. Sau đó, vào ngày mồng 7 Tết, Kajuji Harutoyo cho Thiên hoàng Ōgimachi xem chiếc yên ngựa cho chuyến chuyến viếng thăm, giờ nó đã hoàn thành. Các nhà sử học cho rằng Thiên hoàng Ōgimachi đã lên kế hoạch đến thành Azuchi vào năm Tensho 10 hoặc muộn hơn.
Vào tháng 4, ý tưởng bổ nhiệm Nobunaga vào một trong ba chức vụ Daijō daijin (太政大臣 Thái chính đại thần), Kanpaku (関白 Quan bạch), Sei'i Taishōgun (征夷大将軍 Chinh di đại tướng quân) đã được thảo luận giữa Murai Sadakatsu và  Buketensō Harutoyo Kajūji. Việc bổ nhiệm không rõ ràng, các nhà nghiên cứu tranh cãi về việc liệu khuyến nghị này được đưa ra theo đề nghị của Triều đình hay theo yêu cầu Murai Sadakatsu. Vào tháng 5, Triều đình đã cử một sứ thần đến thành Azuchi, nơi ở của Nobunaga, để đưa ra một đề nghị. Nobunaga đã trả lời Thiên hoàng Ōgimachi và Thân vương Masahito, nhưng nội dung thư trả lời không được biết tới.

#### Sự kiện Honnōji
Ý định "thống nhất thiên hạ", Nobunaga quyết định tấn công Chōsokabe Motochika ở Shikoku và chuẩn bị phái con trai thứ ba của mình, Nobutaka, và các trọng thần của ông ta là Niwa Nagahide, Hachiya Yoritaka, và Tsuda Nobuzumi. Vào thời điểm này, Nobutaka trên danh nghĩa con nuôi của Miyoshi Yasunaga, người có quyền lực ở Awa. Nobunaga dự định trao tỉnh Sanuki cho Nobutaka và tỉnh Awa cho Miyoshi Yasunaga sau khi đánh bại Chosokabe Motochika. Nobunaga cũng lên kế hoạch đến Awaji để quyết định việc phân chia hai tỉnh còn lại là Iyo và Tosa. Cuộc xâm lược Shikoku của Nobutaka dự kiến bắt đầu vào ngày 2 tháng 6.
Tuy nhiên, sự thay đổi này trong chính sách Shikoku đã gây nguy hiểm cho Mitsuhide, vì Akechi Mitsuhide theo truyền thống là người chịu trách nhiệm giao thiệp với Chōsokabe Motochika.
Vào ngày 15 tháng 5, Tokugawa Ieyasu đến thăm thành Azuchi để cảm ơn ông về việc trao thêm tỉnh Suruga. Tại đây, Nobunaga lệnh cho Akechi Mitsuhide chủ trì tiếp đãi. Mitsuhide tiếp đãi Ieyasu một cách hào phóng từ 15 đến 17 ngày. Sự tin tưởng Nobunaga đối với Mitsuhide rất sâu sắc. Mặt khác, trong cuộc tiếp đón này, mặc dù không chắc đó có thật hay không, nhưng "Lịch sử Nhật Bản của Frois" kể rằng Nobunaga đã không hài lòng với Mitsuhide và đá vào chân ông ta. Khi cuộc tiếp đón Ieyasu tiếp tục, Nobunaga nhận được yêu cầu tiếp viện từ một sứ giả của Hideyoshi Hashiba, người đang tấn công thành Takamatsu ở Bitchu. Nobunaga ra lệnh cho Mitsuhide đến Hideyoshi để tiếp viện.
Vào ngày 29 tháng 5, Nobunaga chỉ dẫn vài binh lính, từ thành Azuchi đến Kyoto và ở lại Honnoji để chuẩn bị cho cuộc tấn công tiêu diệt Mori Terumoto và gia tộc Mori khác vẫn đang kháng cự.
Tuy nhiên, quân đội của Akechi, được lệnh tăng viện cho Hideyoshi, bất ngờ hành quân quay trở lại Kyoto và tấn công Honnoji trước bình minh ngày 2 tháng 6. Được biết từ "Bản ghi chép Honjo Souemon" rằng Mitsuhide đã che giấu sự thật rằng Nobunaga là mục tiêu của cuộc xâm lược. Mặc dù Nobunaga chỉ dẫn một lực lượng nhỏ, nhưng lúc đầu ông đã chiến đấu hết mình bằng chính cung và giáo của mình. Tuy nhiên, ông đã không thể chống lại phần lớn quân đội Akechi, và Nobunaga đã tự sát và tự thiêu trong ngọn lửa rực cháy. Khi ấy ông 49 tuổi.
Xác của Nobunaga không bao giờ được tìm thấy, có lẽ vì có quá nhiều thi thể bị cháy để xác định ai là của Nobunaga.
Bốn tháng sau Sự kiện Honnōji, đám tang của Nobunaga được tổ chức hoành tráng tại chùa Daitokuji bởi Hashiba Hideyoshi.

## Gia quyến
Theo nhiều tài liệu, Oda Nobunaga hoặc là hậu duệ của nhà Fujiwara hoặc là nhà Taira (rất có thể là dòng của Taira no Shigemori). Dòng dõi của Nobunaga có thể được truy ngược về cụ tổ của ông là Oda Hisanaga, sau đó là cụ cố Oda Toshisada, đến ông nội là Oda Nobusada, tiếp đến cha là Oda Nobuhide và đến chính Oda Nobunaga.

### Gia đình
Nobunaga là con đích trưởng của Oda Nobuhide và Tsuchida Gozen, họ có thêm 3 trai (Nobuyuki, Nobukane và Hidetaka) và 2 gái (Oinu và Oichi).
- Thân phụ: Oda Nobuhide (1510-1551)
- Thân mẫu: Tsuchida Gozen (mất năm 1594)
- Anh em trai:
  - Oda Nobuhiro (anh trai, mất năm 1574)
  - Oda Nobuyuki (em trai, 1536–1557)
  - Oda Nobukane (1548–1614)
  - Oda Nagamasu (1548–1622)
  - Oda Nobuharu (1548–1622)
  - Oda Nobutoki (mất 1556)
  - Oda Nobuoki
  - Oda Hidetaka (mất năm 1555)
  - Oda Hidenari
  - Oda Nobuteru
  - Oda Nagatoshi
- Chị em gái:
  - Oichi (1547–1583)
  - Oinu

### Hậu duệ
Nobunaga lấy Noihime, con gái của Saito Dosan vì mục đích chính trị, nhưng bà không thể sinh con. Nobunaga nạp thêm 2 người thiếp là Kitsuno và phu nhân Saka để nối dõi. Kitsuno đẻ ra Nobutada, con trai trưởng của Nobunaga và là người thừa kế được Nobunaga chỉ định. Khi cả Nobunaga và Nobutada bị giết ở chùa Honno thì Hidenobu, con trai của Nobutada được chọn làm người thừa kế nhà Oda. Một người con khác của Nobunaga là Nobuhide theo đạo Cơ đốc và được Toyotomi Hideyoshi nhận nuôi.
- Con trai:
  - Oda Nobukatsu (1558–1630)
  - Oda Nobutaka (1558–1583)
  - Hashiba Hidekatsu (1567–1585)
  - Oda Katsunaga (mất 1582)
  - Oda Nobuyoshi (1573–1615)
  - Oda Nobusada (1574–1624)
  - Oda Nobuyoshi (mất 1609)
  - Oda Nagatsugu (mất 15/9/1600)
  - Oda Nobumasa (1554-1647, con ngoài giá thú)
- Con gái:
  - Tokuhime (1559–1636), lấy Matsudaira Nobuyasu
  - Fuyuhime (1561–1641), lấy Gamō Ujisato
  - Hideko (mất 1632), lấy Tsutsui Sadatsugu
  - Eihime (1574–1623), lấy Maeda Toshinaga
  - Hōonin, lấy Niwa Nagashige
  - Sannomarudono (mất 1603), làm thiếp của Toyotomi Hideyoshi, lấy Nijō Akizane
  - Tsuruhime, lấy Nakagawa Hidemasa
  - Oushin, làm thiếp của Saji Kazunari
  - Ofuri, lấy Mizune Tadatane
  - Toyama Fujin, (con nuôi) lấy Takeda Katsuyori

## Trong văn hóa hiện đại
Nobunaga xuất hiện rất nhiều trong các tiểu thuyết hư cấu và được khắc họa khác nhau trong truyện tranh, hoạt hình, trò chơi điện tử và phim điện ảnh. Có hai khuynh hướng trái ngược nhau khi nói về Nobunaga. Một số miêu tả ông như một con ác quỷ, một tên bạo chúa tàn ác từ trong bản chất trong khi một số miêu tả ông như một người anh hùng.
Trong phim Kagemusha của Akira Kurosawa, Nobunaga được miêu tả là năng động, nhanh nhẹn và tôn trọng cả kẻ thù. Tiểu thuyết lịch sử Taiko Ki của Eiji Yoshikawa miêu tả Nobunaga là một vị quân chủ nhân từ. Trong các trò chơi như Kessen III, Ninja Gaiden II hay dòng game Warriors của Koei, Nobunaga được miêu tả là người anh hùng thực thụ nhưng tàn nhẫn nên hay bị chống đối, mắng chửi thậm chí là bị phản bội, nhất là với những ai thờ Phật. Tuy nhiên điều đó là cần thiết để đạt được mục tiêu thống nhất thiên hạ, đem lại hòa bình cho nhân dân. Ngược lại, nhiều game như Onimusha, Sengoku Basara hay Soul Calibur khắc họa Nobunaga là một kẻ tàn độc bất nhân, sẵn sàng thỏa hiệp với quỷ để đổi lấy mạng sống và bản thân cũng biến thành quỷ.
Trong các trò chơi mang tính chiến lược như Total War: Shogun 2, Civilization V hay Nobunaga's Ambition, Nobunaga được miêu tả khá sát với sử sách và mang tính trung lập hơn.